# Chicago Police Department
Ne doit pas être confondu avec Chicago Police Department (série télévisée).
Pour les articles homonymes, voir CPD.
Le Chicago Police Department (en français : « Service de police de Chicago »), connu sous l'acronyme CPD, est la police municipale de la ville de Chicago (Illinois, États-Unis). Il est le deuxième plus important service de police municipale aux États-Unis derrière le New York City Police Department (NYPD). En 2020, il compte environ 13 086 agents et plus de 1 925 autres employés. Les racines du département de police de Chicago remontent à 1835, ce qui en fait l'un des plus anciens des États-Unis. En 1855, à la suite d'une ordonnance du conseil municipal de Chicago, le département est restructuré dans sa forme moderne tel que nous le connaissons aujourd'hui.
Comme tous les services municipaux (departments) de la ville de Chicago, il est placé sous la juridiction du maire de Chicago. Les missions et les pouvoirs des policiers du CPD sont équivalents à ceux de la police nationale française.

## Histoire

### XIXesiècle

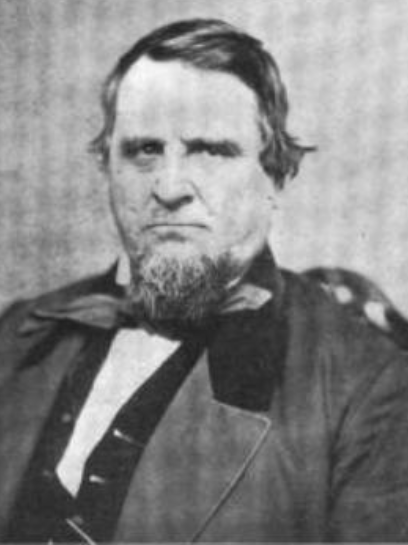
Orsemus Morrison, premier surintendant de l'histoire de la police de Chicago (1835-1837).

Dans les années 1820, le constable Archibald Clybourn était chargé du maintien de l'ordre et du respect des lois dans la région de Chicago. Nommé par le gouverneur Edward Coles (1786-1868), la zone couverte par Clybourn comprenait la région située entre la rivière DuPage et le lac Michigan. Selon Sam Mitrani, historien au College of DuPage, le département de police de Chicago s'est professionnalisé et s'est agrandi au cours du XIXe siècle afin de réprimer les troubles sociaux et la criminalité dans une ville dont l'accroissement démographique était fulgurant. Les membres de l'administration de la ville de Chicago ont collaboré avec des personnes influentes du monde des affaires pour structurer le service de police.
Les origines du département remontent à 1835 quand la municipalité de Chicago fut consolidée en 1833. En effet le 31 janvier 1835, l'État de l'Illinois autorisa la municipalité de Chicago à établir son propre service de police. Le 5 août 1855, Orsemus Morrison est élu premier agent de police de Chicago, assisté des agents Luther Nichols et John Shrigley. Le 15 août 1835, le département de police de Chicago reçut une ordonnance de la municipalité de Chicago pour se constituer. Le 20 décembre 1855, le premier service de police de l'histoire de Chicago entra en service et protégea une population d'environ 3 200 personnes. Il fut créé vingt ans avant le département de police moderne de Chicago. En  1837, le village de Chicago reçut une charte pour se constituer en ville et des dispositions furent prises afin d'élire un dirigeant (Surintendant) appelé à être à la tête du département de police. Il nomma à son tour un agent de police pour chacun des six « wards » qui divisent la ville. En 1855, le conseil municipal de Chicago vota une ordonnance qui établit officiellement le département de police de Chicago tel que nous le connaissons aujourd'hui. Darius Knights devient le chef de la police de la nouvelle entité.

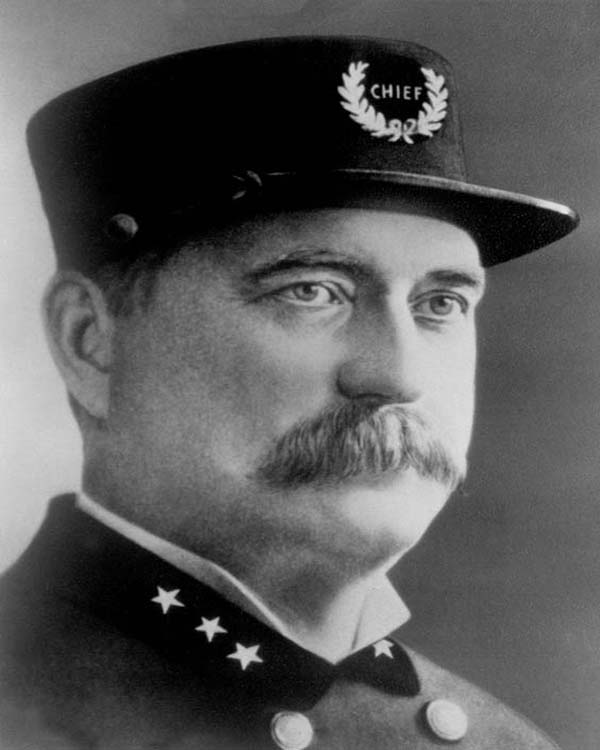
John M. Collins, chef de la police dans les années 1900.

En 1855, le département subit une réorganisation majeure sous la direction du capitaine Cyrus P. Bradley qui multiplia par six fois le nombre d'officiers, introduisa un état-major de commandement plus professionnel et plus efficace, et divisa le territoire de la ville de Chicago en trois divisions de police et trois districts : la station numéro 1 était située dans un bâtiment sur la State Street entre Lake Street et Randolph Street, la station numéro 2 à l'ouest de Randolph Street près de Des Plaines Street, et la station numéro 3 sur Michigan Avenue près de Clark Street. En 1860, le premier bureau de détectives dans l'histoire du département fut établi pour l'étude et la résolution des crimes dans la ville.
En 1861, l'Assemblée générale de l'Illinois rédige une loi créant un conseil de police autonome par rapport au maire. Le maire fut effectivement dépouillé de toute autorité dans la direction du département de police de Chicago. L'autorité fut donnée à trois commissaires de police. Les commissaires créèrent un bureau pour élire le chef de la police. L'unité des détectives (Detective Unit) du CPD est créée la même année, ce qui en fait la troisième plus ancienne unité du monde après celles du Metropolitan Police Service de Londres (1852) et du New York City Police Department (1857). En 1872, le maire de Chicago Joseph Medill fit entrer en vigueur de nouvelles lois qu'il appliqua et réforma le département de police afin de lui donner plus de compétences.
En 1875, l'Assemblée générale de l'Illinois constata que les commissaires de police furent incapables de contrôler la corruption qui s'était généralisée au sein du département de police de Chicago. La législature adopta une nouvelle loi rendant le pouvoir et l'autorité sur la police au maire de Chicago. Le maire fut de nouveau autorisé à nommer un surintendant de police à la tête du département avec l'avis et le consentement du conseil municipal. Depuis lors, le département de police appartient et constitue une branche du gouvernement de la ville de Chicago.

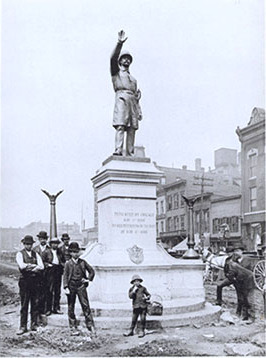
Mémorial de la police en hommage aux huit policiers tués lors du massacre de Haymarket Square (photo prise en 1889).

Le 4 mai 1886, le jour le plus dévastateur de l'histoire du département commence lorsqu'un groupe de sept anarchistes (August Spies, George Engel, Adolph Fischer, Louis Lingg, Michael Schwab, Oscar Neebe et Samuel Fielden) organisèrent une manifestation à Haymaket Square (autour de North Desplaines Street). Lorsque plusieurs agents arrivèrent pour disperser la foule, une bombe fut lancée et explosa au milieu de 180 policiers. Huit d'entre eux moururent et 59 furent blessés à la suite de l'explosion et de la fusillade qui s'ensuivirent entre la police et les anarchistes. L'agence de détectives privés Pinkerton fut soupçonnée de s'être introduite dans le rassemblement pour le perturber.
En 1896, un défilé de policiers de Chicago a fait l'objet du premier film jamais tourné à Chicago. En dépit des pratiques centralisées, les capitaines qui surveillaient les « precincts » ou « districts » étaient relativement indépendants des sièges sociaux. La décentralisation a signifié que la police pouvait répondre aux crimes locaux. En 1895, Chicago a adopté les procédures de la fonction publique et les tests écrits sont devenus la base de l'embauche et de la promotion. Les normes pour les recrues ont augmenté, même si la police est restée politique. Le département de police de Chicago est resté en proie à des problèmes de corruption jusqu'au XXe siècle. Les raccordements politiques étaient importants ; les conditions de vie étaient pauvres jusqu'en 1895. Après 1856, le département a engagé beaucoup de recrues d'origine étrangère, non qualifiées mais immigrées et d'origine irlandaise parlant couramment l'anglais. Le premier dirigeant d'origine afro-américaine fut nommé en 1872 mais les policiers noirs étaient affectés principalement dans les quartiers en grande partie habités par des afro-américains. En 1885, les femmes furent nommées comme surveillantes de prison dans les pénitenciers de la ville, s'occupant principalement de prisonniers féminins.

### XXesiècle

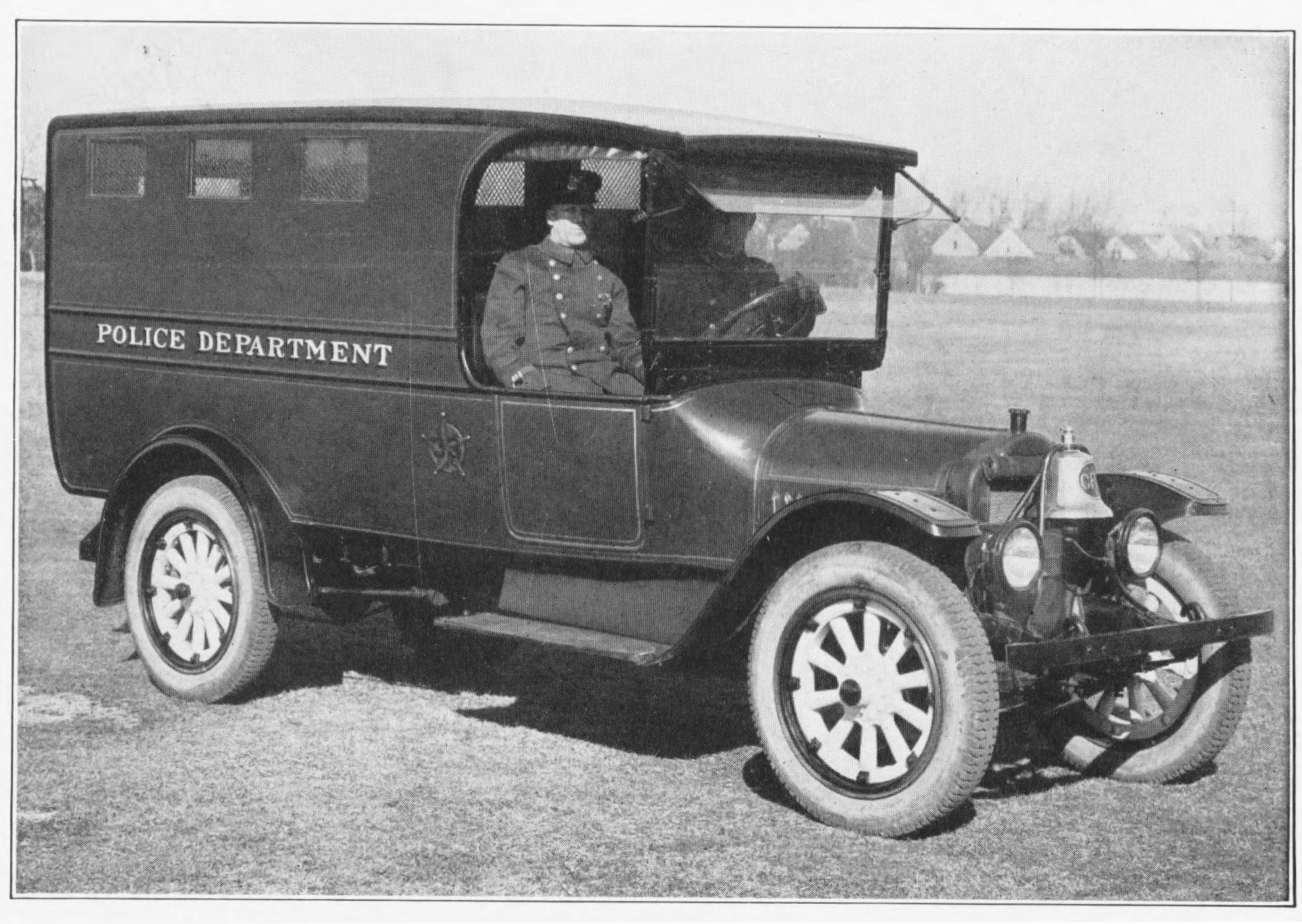
Fourgon cellulaire du CPD, utilisé comme véhicule de police, en 1922.

Le 14 février 1929, sept hommes du Gang de North Side furent assassinés dans un garage du secteur de Lincoln Park par des membres de l'Outfit de Chicago, l'organisation criminelle dirigée par Al Capone,. L'enquête sur ce qui fut appelé le « massacre de la Saint-Valentin » aboutit à la création du premier laboratoire de police scientifique du pays, au sein de l'université Northwestern ; depuis 1938, le département de police de Chicago possède son propre laboratoire de police technique et scientifique (Chicago Police Forensics & Crime Laboratory). En septembre 1929, le département met en service son premier bateau de police à grande vitesse après que sa juridiction ait été étendue à tout le bord de littoral sur le lac Michigan.
Au cours de l'ère progressiste, le premier système de justice pour les mineurs fut créé par Jane Addams et validé par les autorités de Chicago et, pour rendre le système judiciaire plus organisé, des tribunaux spécialisés, comme ceux des conflits familiaux, ont été créés. Les systèmes judiciaires furent modernisés, de même que les services de police. Les divisions et les escouades se sont spécialisées dans des types particuliers de crime. Le CPD a commencé à incorporer des spécialistes, comme des scientifiques et des psychologues, pour rendre les procès plus fiables.
En 1934, le Chicago Park District employait son propre personnel d'entretien et d'exploitation des parcs de Chicago, avec notamment une force de police de 639 officiers recrutés par ses activités propres et responsable de l'application des règlements et lois de l'État fédéral dans les parcs et les squares de la ville. Il fonctionnait séparément du département de police de Chicago, bien qu'une étroite collaboration existait entre les deux. Le 31 décembre 1958, le service de police du Chicago Park District est dissous et absorbé par le département de police de Chicago. Le département, de loin le plus grand service de police du Midwest, est passé de 3 314 employés en 1900 à 10 535 en 1960.

Policiers de Chicago présents pour le maintien de l'ordre lors des manifestations de la convention nationale démocrate de 1968.

Du 26 au 29 août 1968, la convention nationale démocrate s'est tenue à l'International Amphitheatre situé au 42 Halsted Street. Plusieurs manifestants arrivent à Chicago dans le but de créer des troubles et des perturbations. Les agents réagissent et des affrontements se produisent, entraînant 668 arrestations et une couverture médiatique négative pour Chicago et le département. 192 policiers ont été blessés, dont 49 ont dû être hospitalisés. Les Chicago Seven (« les sept de Chicago »), un groupuscule de sept individus (Abbie Hoffman, Jerry Rubin, David Dellinger, Tom Hayden, Rennie Davis, John Froines, et Lee Weiner), furent accusés de conspiration, incitation à la révolte, et d'autres charges en rapport avec les manifestations.
En 1974, lorsque les femmes sont recrutées pour la première fois à des missions de patrouille, elles ont commencé à porter le même uniforme que leurs homologues masculins. Auparavant, les femmes portaient des jupes et ne travaillaient que sur des missions spécialisées. En 1913, les premières femmes sont recrutées par le département de police de Chicago. Dissoute en 1948, la police montée du département est rétablie en 1974 et fut rebaptisée « l'unité montée ». Le 12 octobre 1976, la nouvelle école de formation - la Timothy J. O'Connor Training Academy -  ouvre ses portes au 720 West O'Brien Street. En août 1983, le premier surintendant noir du département de police de Chicago, Fred Rice, est nommé par le premier maire noir de Chicago, Harold Washington. Depuis 1980, le département de police de Chicago est syndiqué. Les policiers de Chicago sont représentés par l'Ordre fraternel de la police (Fraternal Order of Police ; FOP), un syndicat policier qui fédère plus de 330 000 membres (2020) et qui a pour mission d'améliorer les conditions de travail des agents assermentés. En 1981, la maire de Chicago Jane Byrne dissout le service de police dédié à la Chicago Transit Authority (gestionnaire des transports publics de Chicago ; CTA), transférant ses fonctions à la place au département de police de Chicago.
Le 25 janvier 1984, la policière Dorelle C. Brandon (matricule n° 2684), est tuée par balle alors qu'elle travaillait comme agent d'infiltration dans la brigade des stupéfiants du département. Alors que les unités de renforts arrivent au 10742 South Calumet Avenue, elle est trouvée au sol en train de se débattre avec le suspect après avoir tenté de procéder à son arrestation, lorsqu'un autre policier tira accidentellement un coup de feu, blessant mortellement Dorelle Brandon,.

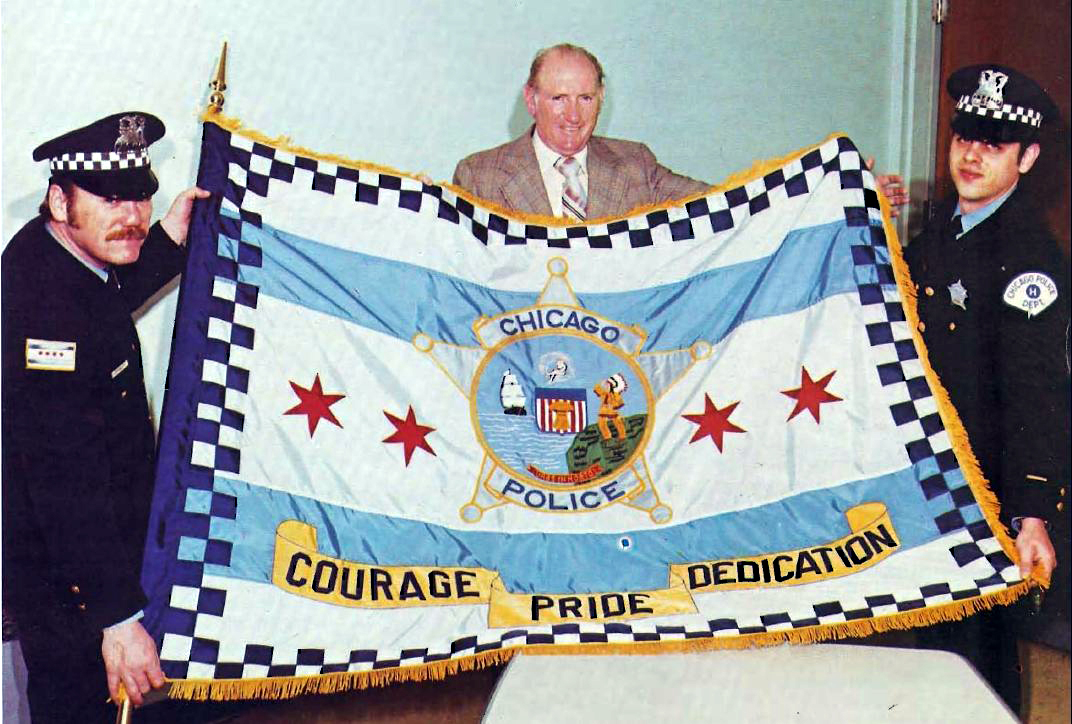
Le drapeau du département de police de Chicago depuis 1977 ; il est constitué du drapeau et du sceau officiels de la ville de Chicago.

En avril 1992, le premier surintendant d'origine hispanique du département de police de Chicago, Matt L. Rodriguez, est nommé par le maire de Chicago Richard M. Daley.
En 1993, le Chicago Alternative Policing Strategy (CAPS) est introduit. Le surintendant Matt L. Rodriguez présente le programme de police communautaire de Chicago dans cinq districts. Le programme est mis en œuvre dans tous les districts de police en 1994 et sert aujourd'hui de modèle pour plusieurs programmes de police communautaire à travers le pays. Le 25 septembre 1995, le bureau de gestion des urgences et de communication (Office of Emergency Management and Communication ; OEMC) est créé par la ville de Chicago. Le siège, connu sous le nom de Centre 911, est situé au 1400 W. Madison Street. Ce nouveau bureau est chargé de prendre en compte les appels d'urgence (911), de les gérer et de transférer les informations aux services de police (CPD), de sapeurs-pompiers et d'ambulanciers (Chicago Fire Department ; CFD) de la ville.
Le 3 juin 2000, le nouveau siège du département de police de Chicago a été inauguré au 3510 South Michigan Avenue, remplaçant un bâtiment extrêmement ancien et désuet situé au 1121 South State Street.

### XXIesiècle
En 2002, un nouveau design est introduit et le département a commencé à attribuer une nouvelle étoile à chaque agent. Cette nouvelle étoile a remplacé la conception de la série 1955 pour les rangs de la fonction publique de patrouilleur, détective, sergent, lieutenant et capitaine. Avec l'introduction de cette nouvelle étoile, le premier grade de policier en patrouille a été rebaptisé « police officer ». En 2004, le surintendant Philip J. Cline introduit plusieurs programmes qui entraînent une baisse remarquable du taux d'homicides dans la ville. Il rétablit également le programme des cadets du département de police de Chicago comme outil de recrutement.

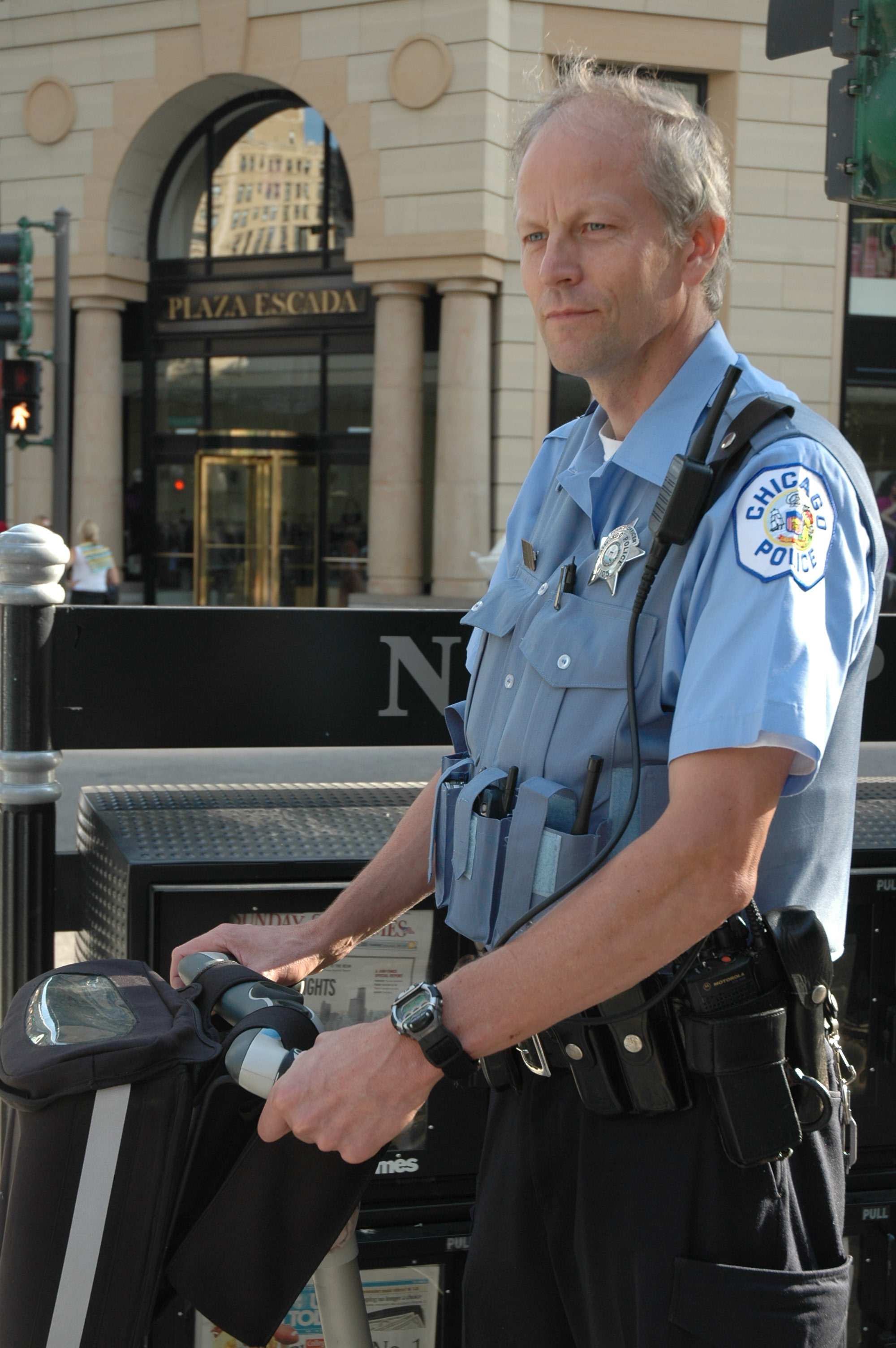
Agent du CPD en gyropode.

Le 2 mars 2010, l'agent James Quinn est enfin reconnu comme étant le premier policier de Chicago à être tué dans l'exercice de ses fonctions en 1855. Comme le veut la coutume, son étoile est arborée en son hommage dans le Honored Star Case situé dans le hall du siège de la police aux côtés de 10 autres officiers.
En 2018, le département de police a lancé un « programme de déjudiciarisation des arrestations de stupéfiants » pour aider les personnes qui sont des utilisateurs habituels de stupéfiants sans antécédents de crimes violents. En collaboration avec Thresholds, une agence dans les traitements et les cures de désintoxication basée à Chicago, la police donne une dernière chance aux personnes souffrant de troubles liés à la toxicomanie : s'ils entrent dans le programme, les charges retenues contre eux sont abandonnées.
Selon le Chicago Crime Lab, 42 % des personnes inscrites au programme ont poursuivi leur traitement pendant au moins trois mois. Le département était à l'origine équipé de Naloxone (médicament dans le traitement d'urgence des surdoses d'opioïdes) dans six districts du sud et de l'ouest grâce à une subvention fédérale de 2 millions de dollars américains en 2018. Le CPD travaille avec le service des sapeurs-pompiers de Chicago (Chicago Fire Department), le département de la santé publique (Chicago Department of Public Health) et la division de recherche sur l'alcoolisme et de la toxicomanie de l'université de Chicago (University of Chicago Health Lab) pour identifier les lacunes du programme existant afin de mieux recommander un service de soutien et un traitement médical aux victimes.
Depuis 2016, la ville de Chicago a l'un des taux d'homicides les plus élevés parmi les grandes villes américaines. Malgré une réglementation stricte sur les armes par rapport aux autres villes, il existe de nombreuses armes illégales en circulation à Chicago. Le département de police rapporte que 80 % des homicides à Chicago sont commis avec des armes à feu. Chicago a enregistré 780 meurtres en 2020. Ce chiffre représente une augmentation de plus de 55 % par rapport à 2019. Le week-end du 4 juillet 2021, au moins 100 personnes ont été blessées par armes à feu et 18 sont mortes. Avec près de 800 meurtres répertoriés dans la ville de Chicago pour l'année 2021, le taux d'homicide a augmenté de 3 % par rapport à 2020. Selon le Chicago Tribune, ces nouveaux chiffres établissent un nouveau record depuis 25 ans.
Selon les statistiques du CPD, la plupart des quartiers et des secteurs de Downtown, North Side et West Side sont globalement sûrs de jour comme de nuit. D'après ces statistiques, il est conseillé aux touristes d'éviter certains secteurs de South Side (y compris la journée) tels que Woodlawn, South Shore, Englewood, West Englewood, Greater Grand Crossing, Riverdale, Roseland, Pullman et West Pullman, et de certains secteurs de West Side tels que North Lawndale, Austin, West Garfield Park et East Garfield Park. En 2019, selon le Federal Bureau of Investigation (FBI), Chicago ne figurait pas sur la liste des 30 villes les plus dangereuses des États-Unis. Chicago reste donc une ville assez sûre.

## Organisation

Sceau officiel de la police de Chicago.

En tant que police municipale, le CPD est compétent et à juridiction uniquement sur le territoire de la ville de Chicago. Il constitue une branche de l'administration municipale et est placé sous l'autorité du maire de Chicago. Le département de police de Chicago possède plusieurs unités, divisions et services spécialisés.
C'est le plus grand service de police de la région du Midwest et le deuxième en importance aux États-Unis après le New York City Police Department (NYPD) avec plus de 13 086 agents assermentés et plus de 1 900 autres employés. Datant de 1835 (restructuré dans sa forme moderne en 1855), le département de police de Chicago est l'une des plus anciennes forces de police moderne du monde anglophone aux côtés du Toronto Police Service (1834), du New York City Police Department (1845), du San Francisco Police Department (1849), ou encore du Boston Police Department (1854). La Metropolitan Police du Grand Londres (1829) est généralement reconnu comme le premier service de police municipale moderne.

### Surintendant
Le département est dirigé par le surintendant de la police de Chicago, qui est nommé par le maire de Chicago avec l'approbation du conseil municipal de Chicago. Il est le policier le plus haut gradé et est placé sous l'autorité directe du bureau du maire. Le surintendant gère six bureaux, chacun commandé par un surintendant adjoint, et d'une seule division, qui est commandée par un assistant adjoint au surintendant.
En plus de la gestion générale du département, le surintendant est responsable de fonctions essentielles telles que la planification et la mise en œuvre du bon fonctionnement et des stratégies adoptées pour le département, la facilitation et la coordination des services d'application de la loi, le traitement des questions juridiques et législatives, ainsi que la liaison entre le département et les médias d'information.
Le surintendant a servi le département sous divers titres officiels au cours de l'histoire de la police de Chicago, il fut appelé tour à tour « Grand Constable » (High Constable), « Maréchal de la ville » (City Marshall), « Chef de la police » (Chief of Police), « Surintendant Général » (General Superintendent), « Commissaire » (Commissioner) et enfin « Surintendant de la police » (Superintendent of Police). Depuis 1835, 59 hommes ont été à la tête du département de police de Chicago.

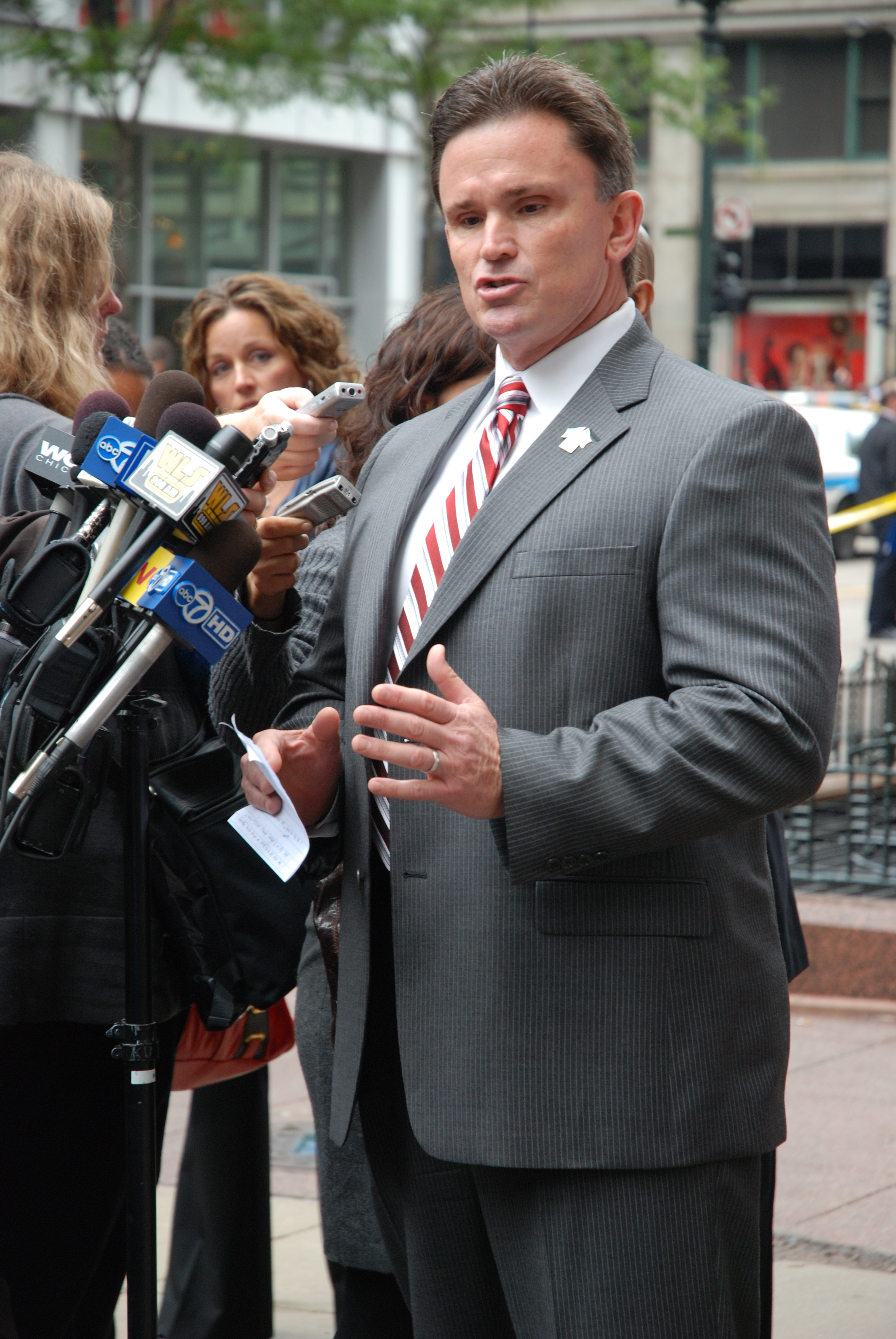
Jody Weis, surintendant de la police de Chicago de 2008 à 2011, lors d'une conférence de presse.

Philip J. Cline a été nommé surintendant de la police le 5 novembre 2003 par Richard M. Daley, le maire de Chicago de 1989 à 2011. Sous sa direction, le département a connu de nombreux changements structuraux et Cline a introduit plusieurs programmes qui ont entraîné une baisse remarquable du taux d'homicides dans la ville. Cline a officiellement pris sa retraite le 3 août 2007. Le 29 novembre 2007, Jody Peter « JP » Weis (photo ci-contre), ancien agent spécial et chef du bureau du Federal Bureau of Investigation (FBI) de Philadelphie, est nommé surintendant par le maire Richard M. Daley. Le 15 avril 2020, David O'Neal Brown, ancien chef du département de police de la ville de Dallas (Texas), est nommé surintendant par la maire de Chicago Lori Lightfoot. Le 28 septembre 2023, Larry B. Snelling est nommé surintendant par le maire de Chicago Brandon Johnson.
Les six bureaux du département de police sont :
- Bureau des patrouilles (Bureau of Patrol) ;
- Bureau des détectives (Bureau of Detectives) ;
- Bureau du crime organisé (Bureau of Organized Crime) ;
- Bureau du déploiement stratégique (Bureau of Strategic Deployment) ;
- Bureau des affaires internes (Bureau of Internal Affairs) ;
- Bureau des services techniques (Bureau of Technical Services) ;

La ville de Chicago est divisée par le CPD en 5 secteurs (areas), puis en 22 districts de police (police districts) et enfin en 279 zones de police (police beats). Chaque secteur est supervisé par un commissaire, chaque district par un officier supérieur et chaque zone par un officier subalterne.
Les rapports des capitaines sont transmis à leurs commandants respectifs ; les commandants transmettent ces rapports aux chefs des six bureaux ; les chefs de ces bureaux  les font parvenir à leurs surintendants adjoints respectifs ; ces derniers transmettent au niveau supérieur, soit le surintendant. Quant au  surintendant, il informe le bureau du maire de Chicago de toutes les affaires qui lui sont soumises.

### Démographie
En 2017, la composition du personnel assermenté du département par sexe était de 77 % d'hommes et 23 % de femmes. La femme la mieux gradée dans l'histoire de la police de Chicago est Barbara West, qui fut nommée au deuxième rang le plus important dans la hiérarchie du département en devenant la surintendante adjointe en 2020.
En 2017, la composition du personnel assermenté du département de police était de :
- 50 % d'Euro-Américains
- 25 % d'Hispaniques et Latino-Américains
- 21 % d'Afro-Américains
- 3 % d'Asio-Américains
- 1 % autres

### Salaires
Le salaire de départ des policiers de Chicago en 2016 était de 48 078 dollars, qui passe à 72 510 dollars après 18 mois en service. Les promotions à des postes spécialisés ou de commandement augmentent également le salaire de base d'un fonctionnaire de police. Les salaires ont été complétés par une indemnité de service annuel de 2 920 dollars et une indemnité d'uniforme annuelle de 1 800 dollars, apparues après 2012.

### Grades
| Titre | Insigne       | Notes |
| --- | ------------- | --- |
| Surintendant de la police |               | Nommé par le maire de Chicago. Grade le plus élevé dans le département de police de Chicago. |
| Premier adjoint au surintendant |               | Nommé par le Surintendant. Second grade le plus élevé dans le département de police de Chicago. |
| Chef |               | Les chefs sont généralement responsables d'un bureau. |
| Chef adjoint |               | Les chefs adjoints secondent les chefs et sont garant de la gestion quotidienne du poste en cas d'absence du chef. Ils sont polyvalents. |
| Commandant |               | Les commandants sont généralement responsables d'un secteur. |
| Capitaine |               | Les capitaines sont généralement les cadres supérieurs d'un district. |
| Lieutenant |               | |
| Sergent |               | Les sergents sont chargés des missions d'information et de surveillance. Ils secondent ou suppléent les commissaires de police. |
| Officier de formation sur le terrain |               | Les officiers de formation sur le terrain portent un chevron sur une bascule, avec l'acronyme « FTO » (pour « Field training officer ») au centre de l'insigne, mais ne sont pas considérés comme des officiers supérieurs. |
| Agent de police/affecté en tant que : détective/agent de probation/spécialiste des gangs/agent du renseignement/enquêteur sur les accidents majeurs/etc. | Pas d'insigne | Les détectives ne sont pas considérés comme des officiers supérieurs, mais plutôt comme des officiers affectés à des unités spécialisées, c'est-à-dire les crimes avec violence, vols qualifiés, homicides, activités des bandes criminelles, trafic de stupéfiants, proxénétisme, crime organisé, attentats, affaires internes, section des enquêtes sur les accidents majeurs, protection de la famille, probation etc. (sauf s'ils détiennent le grade de sergent ou supérieur). |
| Officier de police | Pas d'insigne | Les officiers de police sont les agents de premier rang. Ils répondent aux missions transmises par le poste de commandement des opérations, effectuent des patrouilles et des interventions au sein des secteurs auxquels ils sont assignés et répondent à d'autres urgences au besoin. Ils font respecter la loi, maintiennent l'ordre et assurent la sécurité publique. |

### Bureau des détectives
Le Bureau des détectives (aussi appelé « Bureau des services d'enquête ») se compose de plusieurs divisions : la division détective est chargée des homicides, des incendies criminels, des vols aggravés et des attentats ; la division anti-criminalité est chargée des trafics de stupéfiants et des bandes criminelles ; la division des enquêtes est l'unité chargée des accidents majeurs, des personnes recherchées pour crime et des disparitions involontaires ; la division des services administratifs et judiciaires, quant à elle, comprend la mise en œuvre des enquêtes dans les procédures pénales.
La ville de Chicago est couverte par cinq secteurs (areas), chacun dirigé par un commandant : le secteur 1 (Wentworth) et le secteur 2 (Calumet) couvrent South Side (les quartiers sud), tandis que le secteur 3 (Belmont), le secteur 4 (Harrison) et le secteur 5 (Grand Central) couvrent Downtown Chicago (les quartiers centraux), North Side (les quartiers nord) et West Side (les quartiers ouest).

### Bureau des patrouilles

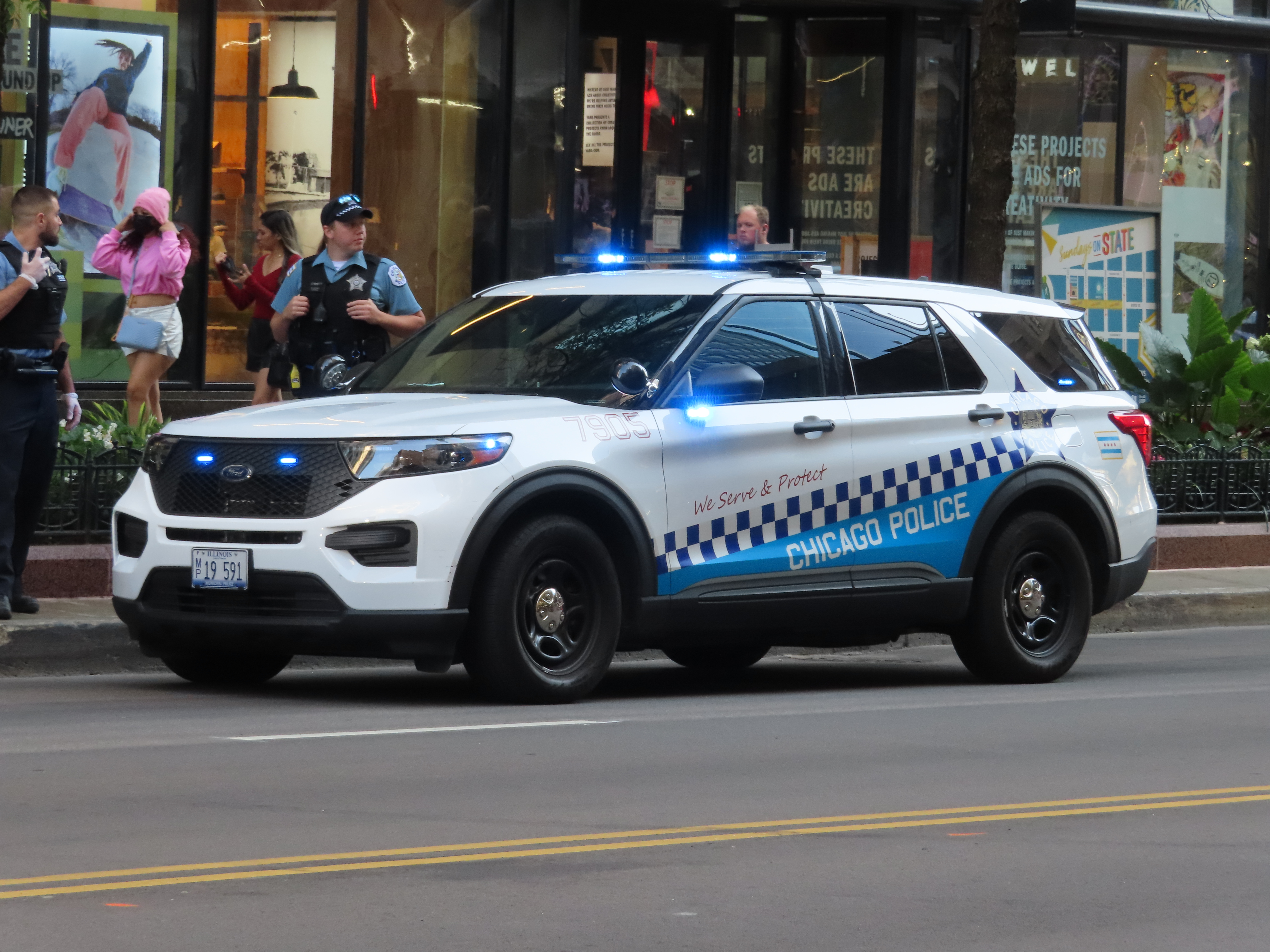
Un SUV Ford Explorer, véhicule de patrouille du CPD.

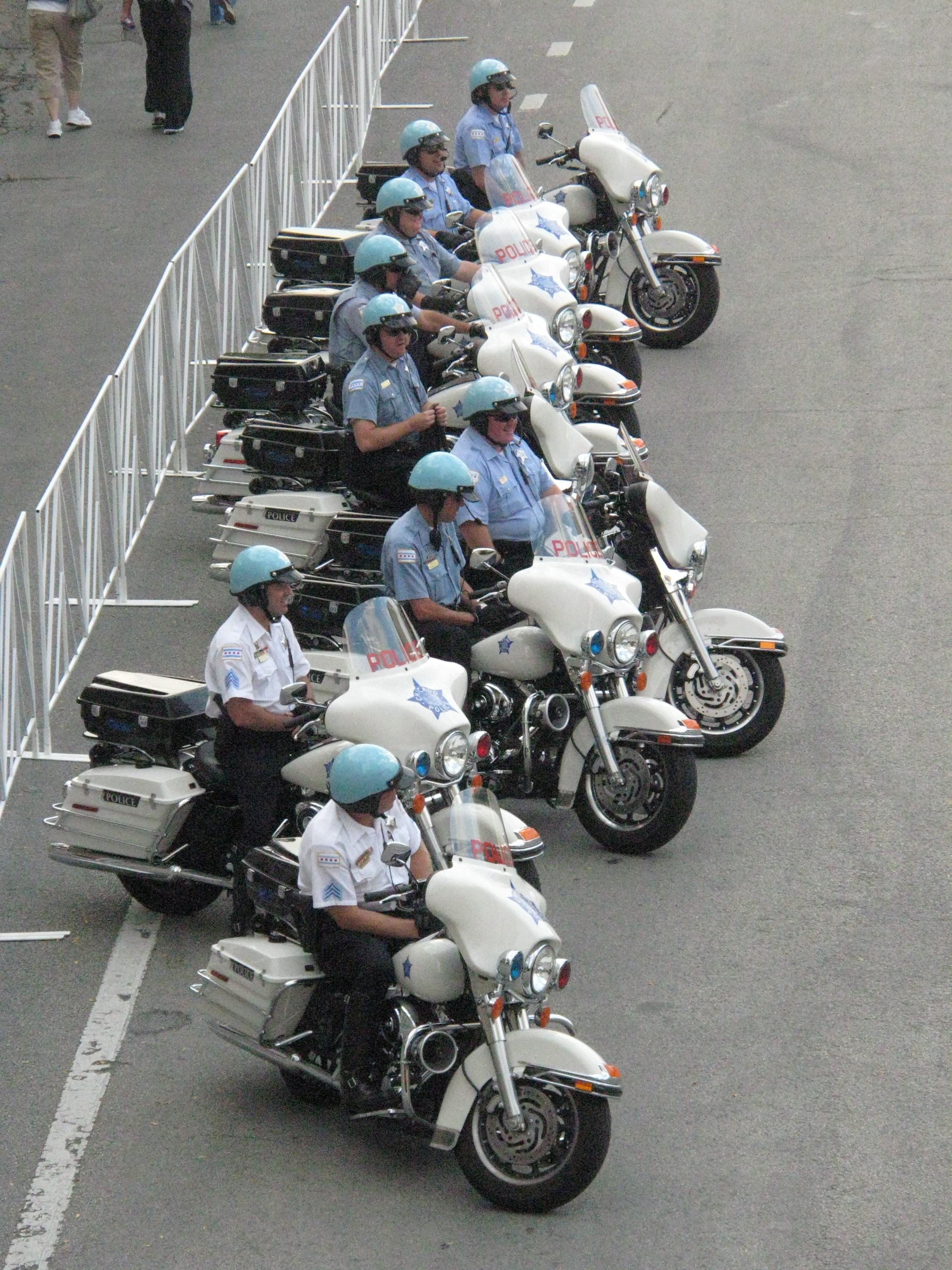
Motards de la police de Chicago.

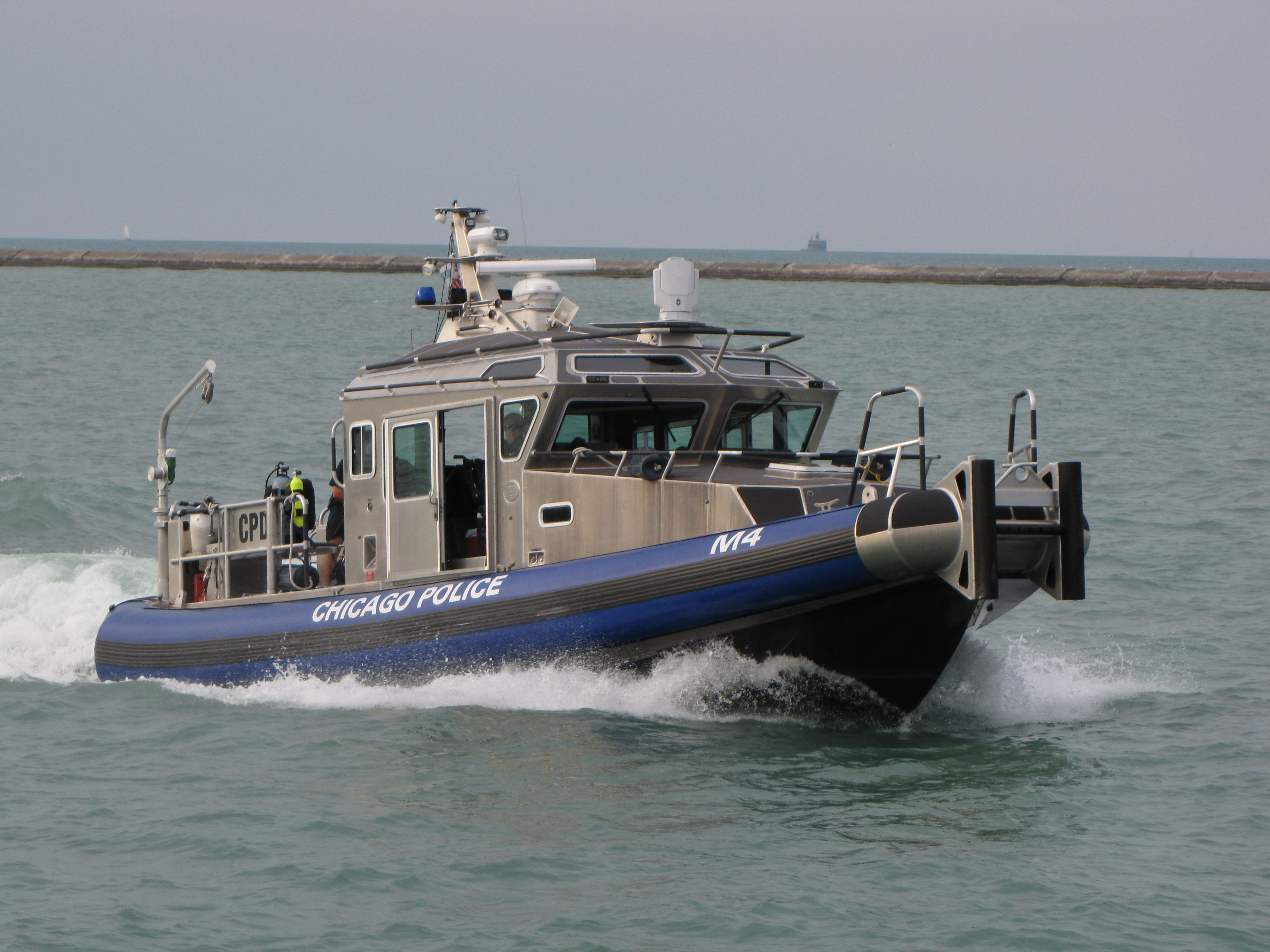
Unité de patrouille maritime du CPD.

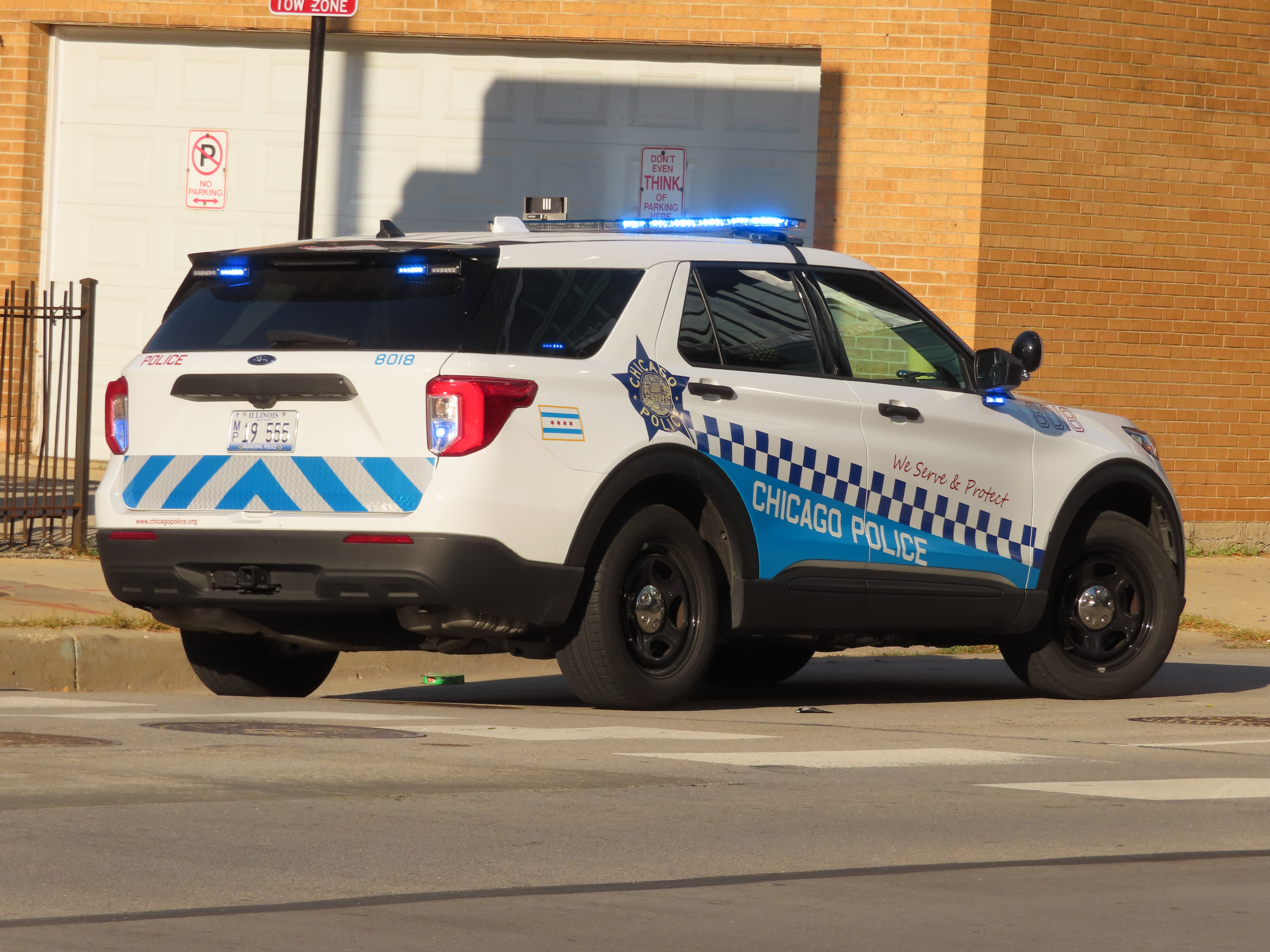
Véhicule de patrouille.

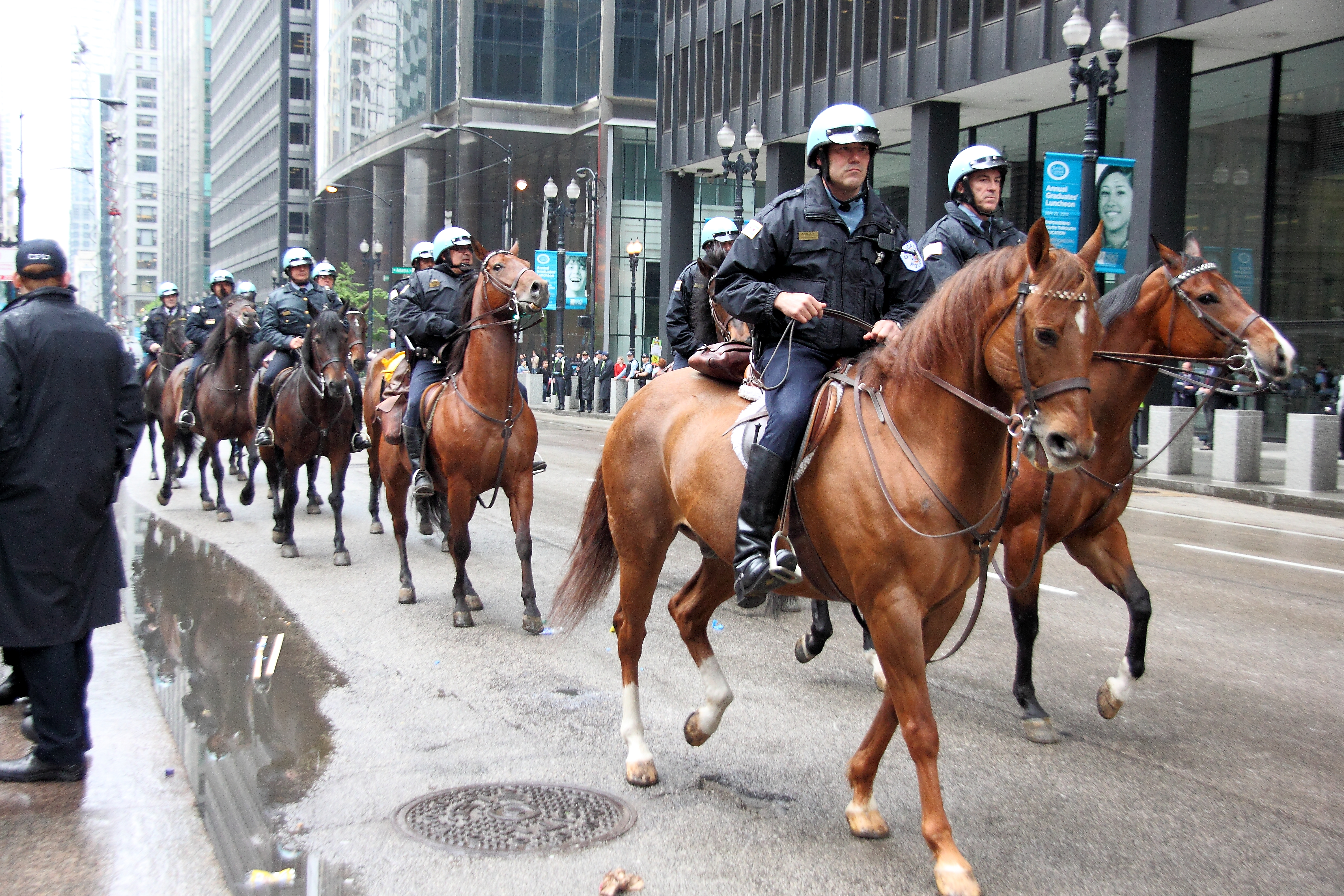
Unité de la police montée du CPD.

Le Bureau des patrouilles comprend plusieurs divisions dont les missions sont la prévention, l'ordre public, la sécurité et la répression des crimes. Les agents répondent aux missions transmises par le poste de commandement des opérations, effectuent des patrouilles et des interventions au sein des secteurs auxquels ils sont assignés.
Parmi les différentes divisions et unités du Bureau des patrouilles on peut citer : la division affectée aux écoles primaires et secondaires publiques (School Safety) ; la division affectée aux transports en commun (bus et métro de Chicago), la division affectée aux aéroports (O'Hare et Midway), la division affectée aux logements publics de la ville, etc. Le Bureau comprend également l'unité affectée aux patrouilles et au maintien de la sécurité routière sur les autoroutes de la ville (Highway Patrol), l'unité à vélo, l'unité maritime et diverses autres unités tactiques.

### Bureau du crime organisé
Le Bureau du crime organisé est dirigé par un chef qui relève directement du premier surintendant adjoint. Le bureau se compose de plusieurs divisions. Il initie et mène des enquêtes sur les différents types de crime organisé (attaque à main armée, trafic d'armes, trafic de stupéfiants, proxénétisme, traite des êtres humains), et procède à des arrestations. Il comprend des spécialistes dans les domaines de l'information, du renseignement et de l'analyse stratégique sur la criminalité organisée.
Les membres du Bureau fournissent également des informations et une aide aux enquêtes à toutes les unités du département de police de Chicago et travaillent en collaboration avec divers organismes fédéraux comme le Federal Bureau of Investigation (FBI), le Bureau of Alcohol, Tobacco, Firearms and Explosives (ATF) ou encore la Drug Enforcement Administration (DEA).

### Bureau du déploiement stratégique
Le Bureau du déploiement stratégique comprend plusieurs unités spécialisées dont la plus célèbre est le Special Weapons And Tactics (SWAT ; appelé « Hostage Barricade Team » au CPD), une équipe spéciale d'intervention (libération d'otages, action anti-terrorisme, police anti-émeute...) et de sécurité des autres unités de police, avec 70 membres exerçant à temps plein. Le Bureau du déploiement stratégique inclut d'autres unités comme l'unité maritime, l'unité canine (K-9), l'unité contre les violences conjugales, l'unité contre la maltraitance envers des animaux, l'unité aérienne, l'unité montée, et les unités de protection des hautes personnalités.
L'unité de protection des hautes personnalités, basée près de l'aéroport international O'Hare, est la seule unité qui utilise des motocyclettes. Le Bureau du déploiement stratégique comprend également l'unité de réponse ciblée. Depuis 2006, l'unité de la police montée possède environ 35 chevaux. L'unité maritime possède 10 bateaux de patrouille et de sauvetage aux personnes.

### Bureau des affaires internes
Le Bureau des affaires internes enquête et examine les allégations de délits ou de crimes qui auraient pu être effectués par des policiers de Chicago. Les allégations faisant l'objet d'une enquête par le Bureau des affaires internes comprennent entre autres : les erreurs ou violations de procédure en matière délictuelle et  criminelle, la corruption, les violations opérationnelles, les perquisitions illégales, les violences et les cas de non-respect des droits du citoyen, le vol d'argent ou de biens, le trafic et/ou la consommation de stupéfiants, la consommation de boisson alcoolisée, les violations de domicile, et les abus divers.

### Bureau des services techniques
Le Bureau des services techniques est dirigé par un chef qui relève directement du premier surintendant adjoint. Le Bureau est responsable de la coordination des services et des activités liés aux systèmes de transmission, au service informatique, à la technologie, au développement des programmes, à la réception, au stockage et à l'élimination des biens inventoriés, à la gestion des dossiers de format de papiers et des dossiers numériques du département et aux rapports de police. De plus, le Bureau est responsable de la coordination et de la direction des activités du département qui se rapportent spécifiquement à la gestion des installations, du matériel et de la flotte des véhicules de police ainsi que des fonctions support de tous les services de police. Comme tous les autres Bureaux du CPD, le Bureau des services techniques se compose de différents groupes, sections et divisions.

### Districts de police
Ci-dessous se dresse une liste des districts de police de Chicago. Au nombre de 22 (les districts 013, 021 et 023 n'existent plus), ils couvrent l'intégralité du territoire de la ville de Chicago :
- 001 : Central
- 002 : Wentworth
- 003 : Grand Crossing
- 004 : South Chicago
- 005 : Calumet
- 006 : Gresham
- 007 : Englewood
- 008 : Chicago Lawn
- 009 : Deering
- 010 : Ogden
- 011 : Harrison
- 012 : Near West
- 014 : Shakespeare
- 015 : Austin
- 016 : Jefferson Park
- 017 : Albany Park
- 018 : Near North
- 019 : Town Hall
- 020 : Lincoln
- 022 : Morgan Park
- 024 : Rogers Park
- 025 : Grand Central

### Drapeau
En 1977, le drapeau officiel du département de police de Chicago est adopté par une ordonnance du conseil municipal. Le drapeau du CPD est constitué du drapeau et du sceau officiels de la ville de Chicago,. De haut en bas, il comprend cinq bandes horizontales (trois bandes blanches et deux bandes bleues) avec quatre étoiles rouges à six branches alignées sur la bande blanche centrale (drapeau de Chicago) ; une étoile de police à cinq branches avec le sceau de Chicago incorporé en son centre ; un damier bleu marine encadrant le drapeau ; et une banderole jaune sur laquelle il est écrit « Courage Pride Dedication » que l'on peut traduire par « courage, fierté et dévouement » (en bas du drapeau).

### Badges

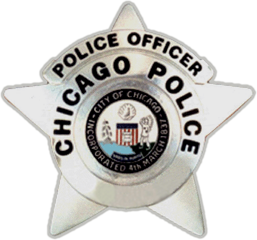
Un badge d'agent de police du CPD (série 2012).

Centré sur les symboles de la ville, le badge représente les membres du département de police de Chicago. Le sceau de la ville, au centre du badge, signifie que le département tire son autorité de la ville de Chicago. Tous les agents en uniforme ou exerçant en civil du CPD (détectives, inspecteurs, sergents, lieutenants, capitaines, commandants, unités spéciales…) sont dotés d'un badge.
Le badge de la série 2002 est fabriqué par V.H. Blackington. Le poinçon V.H. Blackington se trouve au verso du badge en haut à droite. Contrairement à la série 1955, cette étoile a un dos solide avec une finition alvéolée. Le poinçon est rehaussé sur une surface plane sans finition alvéolée entourant le poinçon.
À partir de 2010, le département de police a commencé à distribuer une nouvelle version du badge aux dernières recrues diplômées de l'école de police. Certaines recrues ont reçu la version originale de la série 2002, tandis que d'autres ont reçu la nouvelle version. Ce n'est qu'en 2012 que le département a lancé un programme intitulé « Star Project 2012 ». La taille et les dimensions de la nouvelle version sont identiques au badge de la série 2002. Les seuls changements apportés concernent l'application du sceau de la ville, l'épaisseur du badge et la peinture utilisée pour les lettres et le numéro. Le badge lui-même est fabriqué à partir d'un métal plus épais pour empêcher les pointes de s'abîmer, ce qui était courant avec les badges de la première série. Enfin, une nouvelle peinture est utilisée et appliquée pour le texte et la couleur des badges.

### Équipements
Chaque policier du CPD reçoit annuellement une prime pour s'équiper (armement, uniforme, matraque, menottes). Parmi les armes de poing, il peut choisir depuis 1996, parmi les marques Beretta, Glock, Ruger, Sig Sauer, Smith & Wesson ou Springfield Armory. pourvu que l'arme fonctionne en DAO et utilise des munitions de 9mm Luger, .40 S&W ou .45 ACP.
Chaque nouvelle recrue reçoit ainsi un Glock 17 ou un Glock 19 qu'il peut acheter ou non à la fin de sa formation mais elle peut se procurer des Beretta 92/96D, des Ruger P, des S&W Model 5946 et autres Springfield XD. De même, les policiers rentrés au CPD avant 1996 peuvent conserver leur pistolet en simple action ou double action, voir leurs revolver en .38 Spécial ou .357 Magnum (S&W Model 66 ou Colt Python). Les modèles Sig-Sauer P220 furent retirés de cette liste en 2012 mais peuvent être conservés dans les mêmes conditions.
Les armes longues rangés dans les rateliers des voitures de patrouilles sont le plus souvent des fusils à pompe Remington 870 ou Mossberg 500 mais la carabine de police  S&W M&P15 Tactical est aussi en service.

### Véhicules

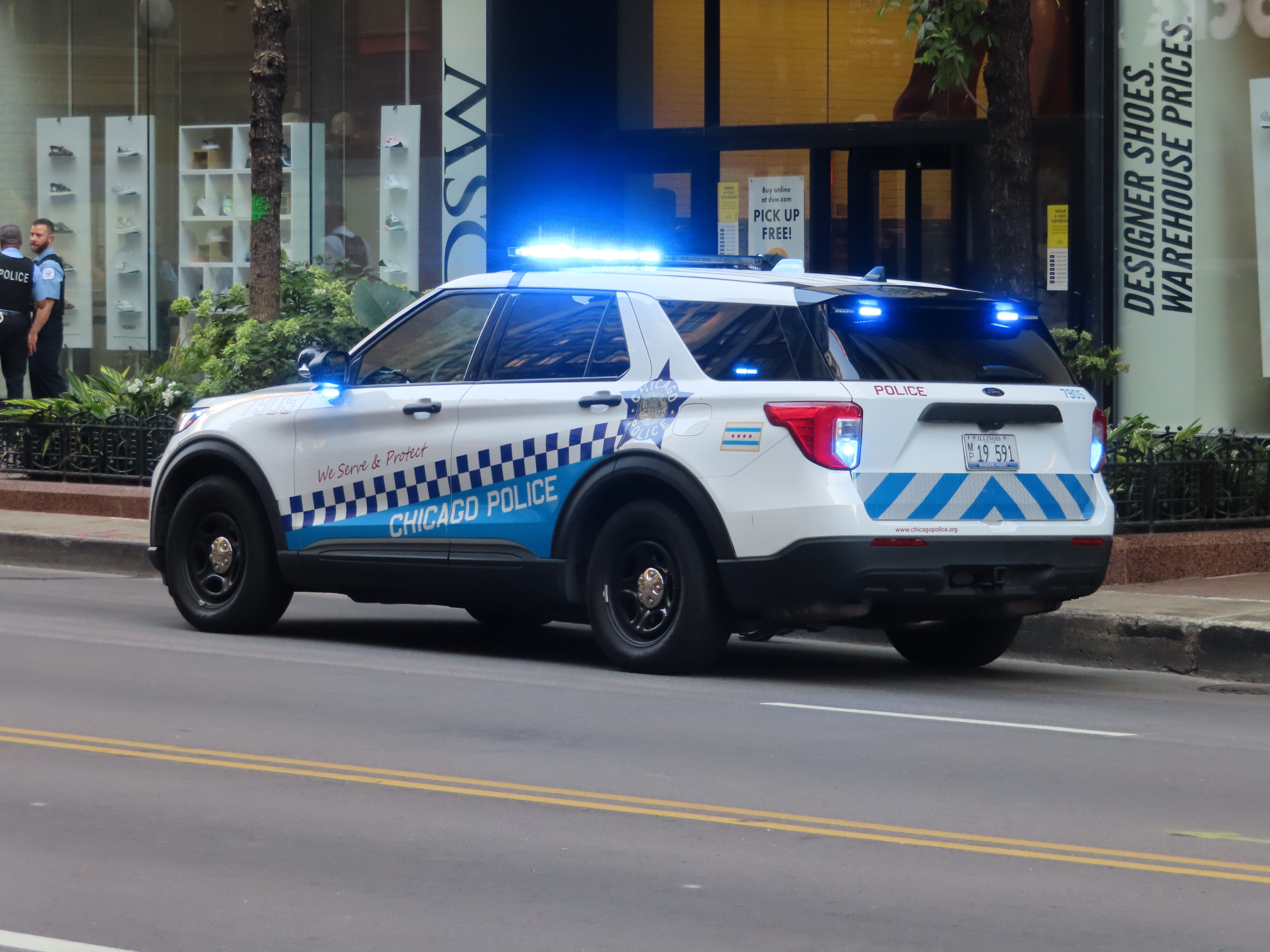
Véhicule de patrouille en intervention.

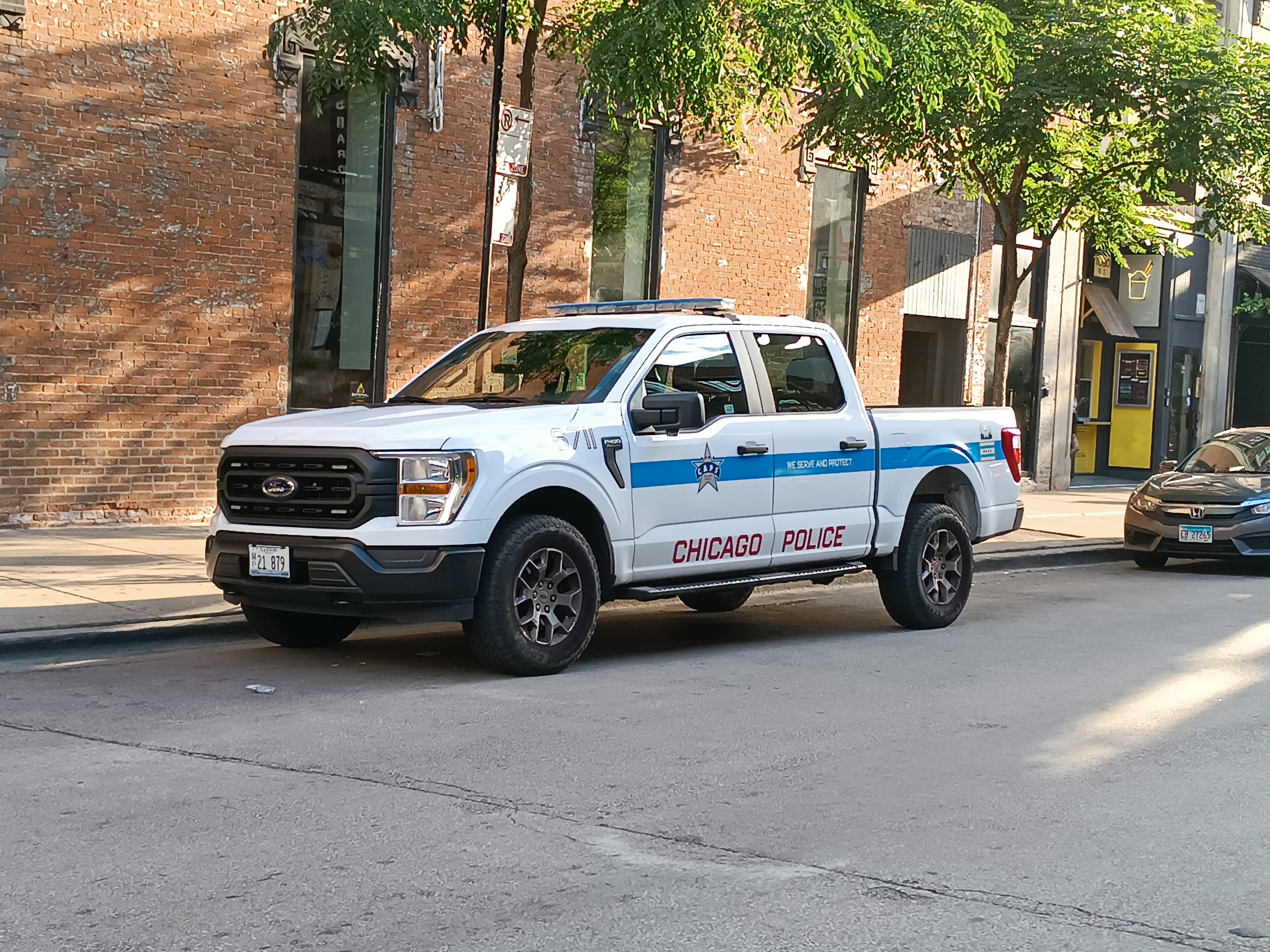
Ford F-150 du CPD.

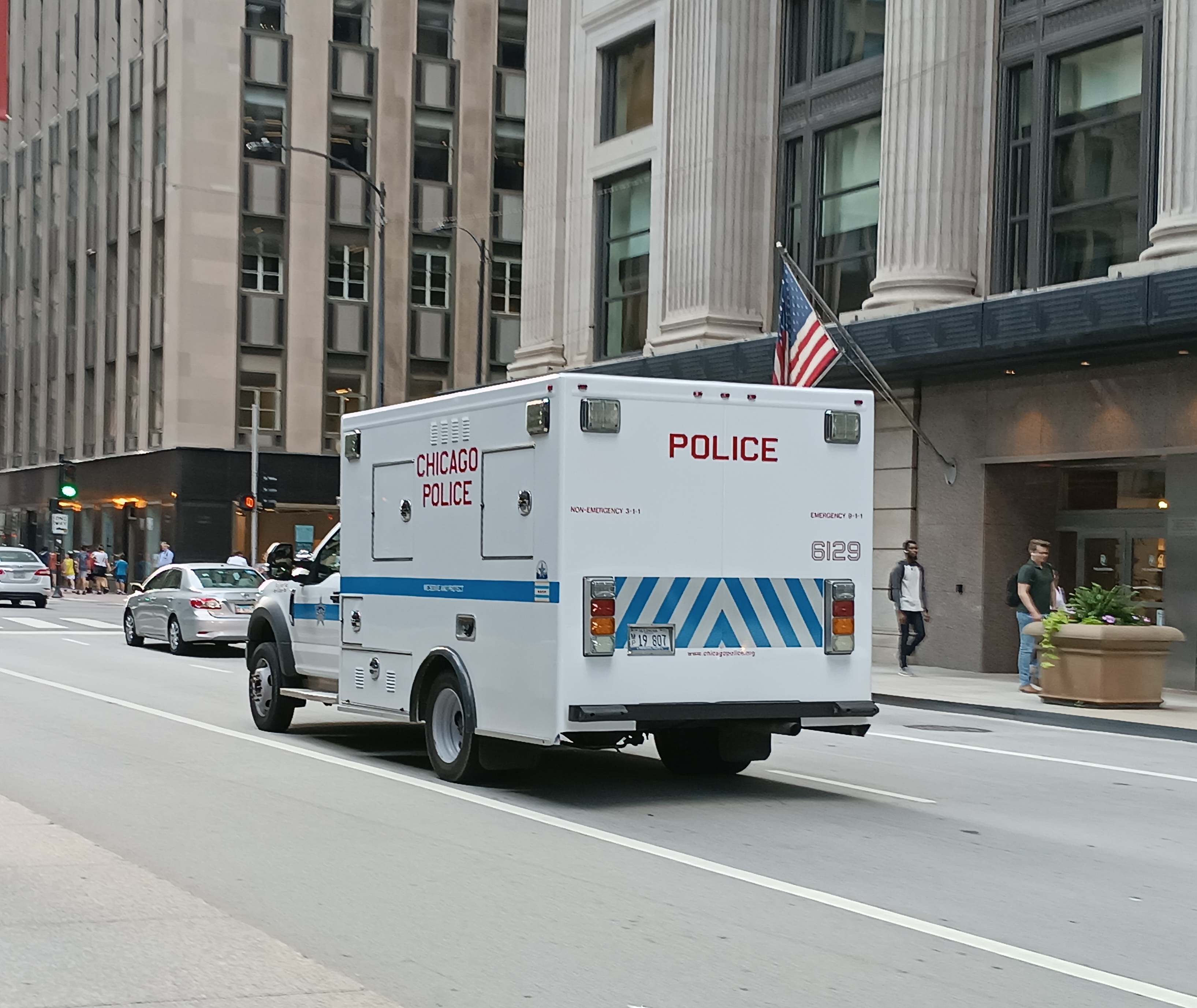
Véhicule d'intervention de la police de Chicago.

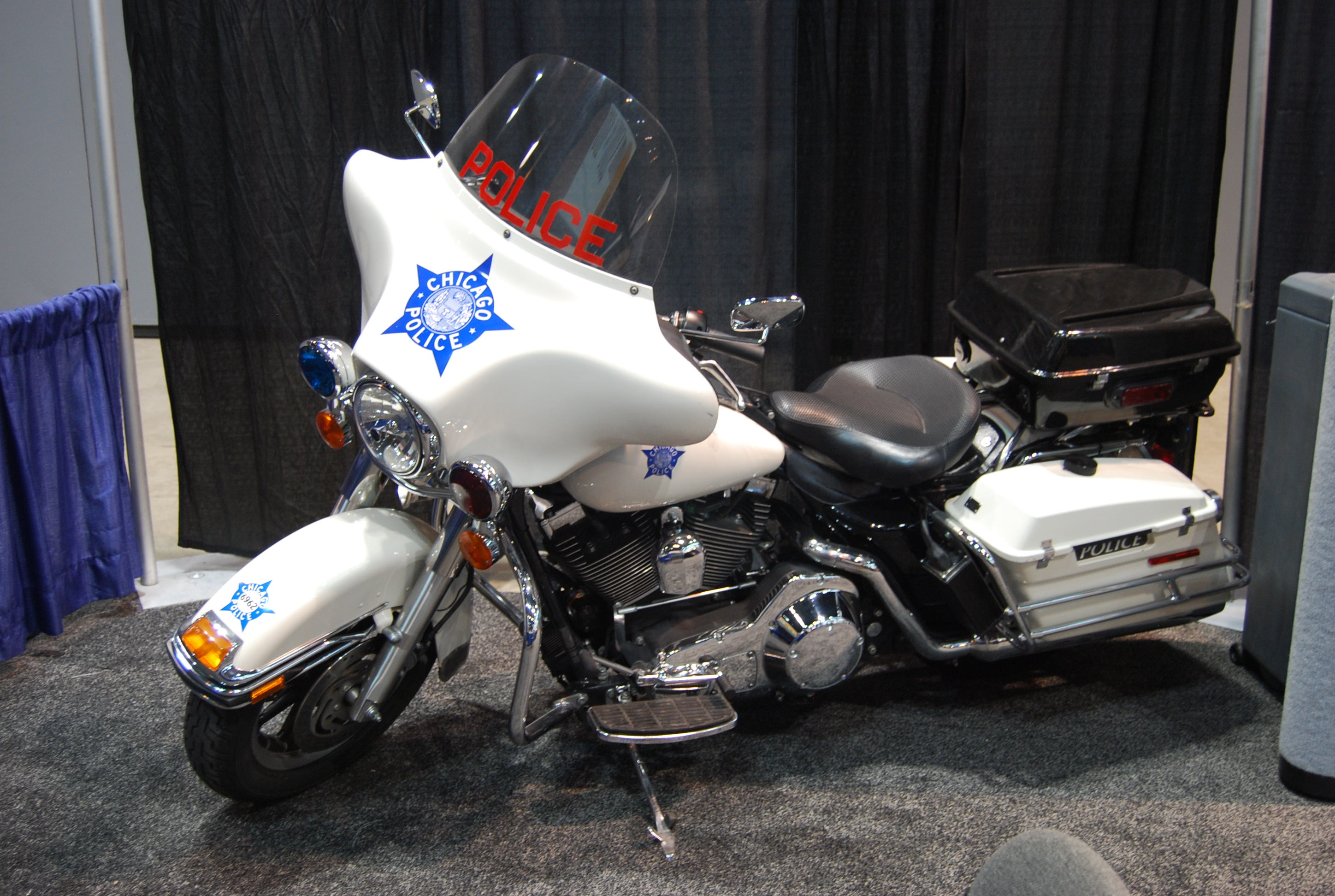
Une moto de police du CPD.

En 2020, 3 854 véhicules de police étaient utilisés par près de 13 350 agents assermentés pour mener à bien leur mission quotidienne de surveillance de l'espace public et du maintien de l'ordre public. Le service de police de Chicago comprend dans sa flotte une multitude de véhicules affectés à différents services et unités dont des camions, des motos, des bateaux, des hélicoptères et des fourgons cellulaires. 
Les opérations héliportées comprennent actuellement deux hélicoptères opérationnels. Avec ces aéronefs, l'objectif est de fournir une ressource supplémentaire aux unités au sol. L'utilisation d'hélicoptères comme ressources améliore les capacités des premiers intervenants grâce à la dissuasion et à la prévention du crime, en renforçant les cibles grâce à des patrouilles aériennes ciblées, en augmentant le temps de réponse (en acheminant rapidement le personnel et l'équipement sur les lieux de l'incident et en aidant au commandement et au contrôle).
Les bateaux sont utilisés par le personnel des opérations maritimes qui est responsable de tous les plans d'eau de la ville de Chicago. Cela comprend les 43,4 kilomètres de rives du lac Michigan et les 61 km du système fluvial de Chicago (constitué du lac Calumet, de la rivière Chicago, de la rivière Calumet, du canal sanitaire de Chicago et de divers étangs et lagons à travers le territoire municipal). En plus de son port de commerce, la ville de Chicago abrite le plus grand réseau portuaire municipal des États-Unis, avec près de 5 100 cales et amarres. Pour mener à bien leur mission, le personnel des opérations maritimes utilise sept bateaux de patrouille/sauvetage et un camion d'intervention en plongée ultramoderne pour les missions terrestres.
Le CPD possède également une flotte de motos de police pour l'application du code de la route. Cette unité occupe une position unique au sein de la police de Chicago. Elle remplit de nombreuses fonctions, notamment le contrôle de la circulation, les patrouilles, les escortes, les relations publiques et les défilés. Ces agents sont spécialement formés à l'entretien et à la manipulation de leurs unités motrices. Les motos sont très maniables et leurs capacités de réponse à l'accélération élevées en font d'excellents outils pour l'application du code de la route dans toute zone encombrée. L'un des grands avantages des unités motorisées à deux roues est son accessibilité à des zones qu'une voiture de patrouille standard ne pourrait pas emprunter. La capacité d’une unité motorisée à manœuvrer dans un trafic intense leur permet de réagir aux incidents beaucoup plus rapidement que les voitures de patrouille et leur fonctionnement est économique.
La police de Chicago a un nom unique pour désigner ses camions de transport de prisonniers : les « escadrons ». Elle utilise les escadrons pour transporter les criminels, les prisonniers et pour déplacer les corps des victimes à la morgue.

#### Avertisseur lumineux
Le service de police de Chicago est le seul service de police de l'État de l'Illinois à utiliser des avertisseurs lumineux exclusivement de couleur bleu pour ses véhicules de police.
Les unités de la police de Chicago affectées à la division aéroportuaire, ainsi que les unités d'escorte à moto, disposent de feux rouges et bleus afin de se conformer aux réglementations et lois fédérales qui exigent que les véhicules d'urgence qui opèrent dans les enceintes des aérodromes et des aéroports soient équipés d'avertisseurs lumineux rouges. Tous les autres véhicules de la police de Chicago ont des avertisseurs lumineux bleus orientés vers l'avant et n'ont qu'un petit feu clignotant rouge ou des feux orientés vers l'arrière avec les autres feux bleus.

### Stratégie du maintien de l'ordre alternatif de Chicago (CAPS)

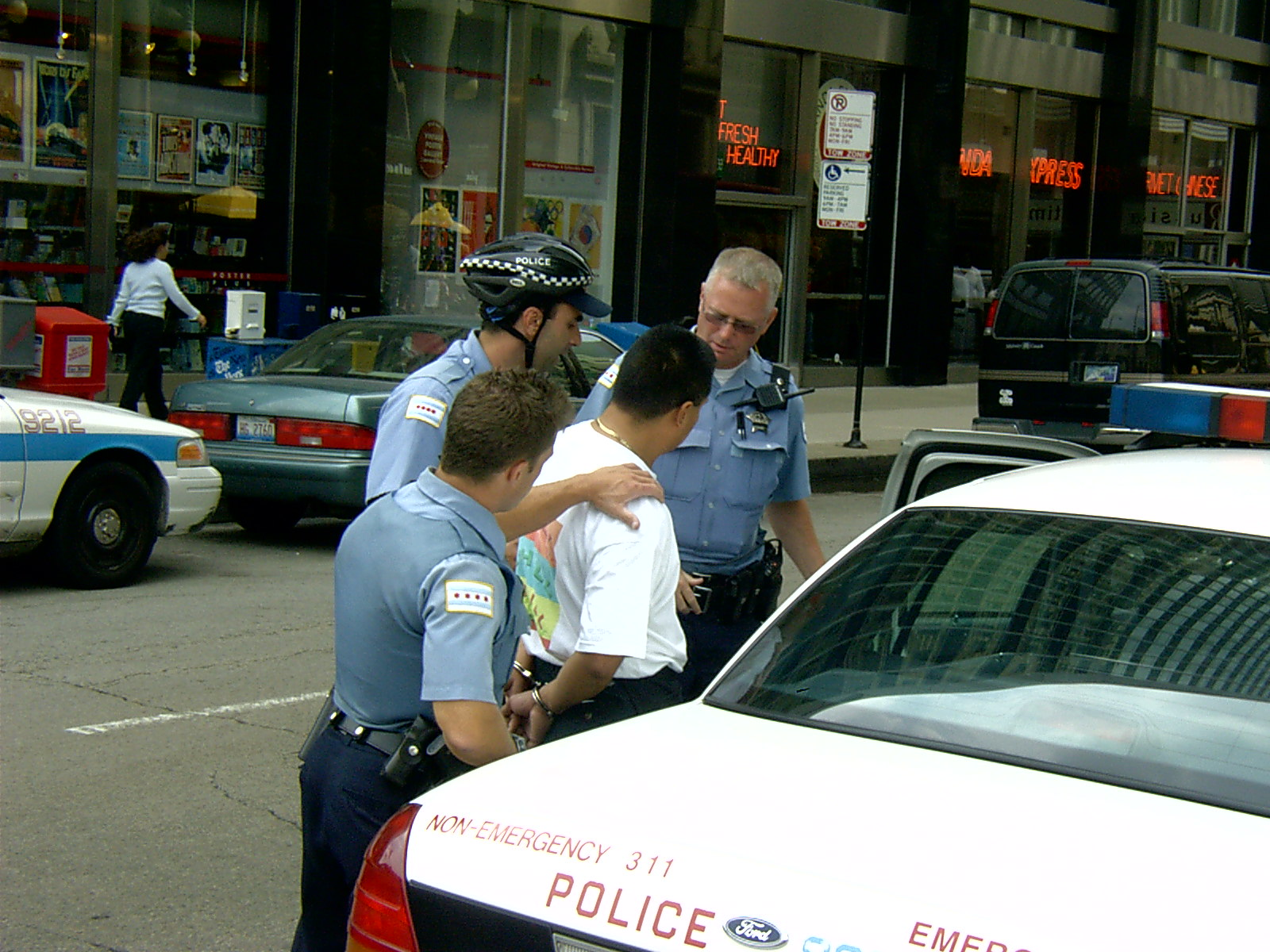
Plusieurs agents du CPD lors de l'arrestation d'un individu.

Le programme de « stratégie de maintien de l'ordre alternatif de Chicago » (en anglais Chicago Alternative Policing Strategy ; connu sous l'acronyme « CAPS ») est une stratégie de police communautaire conçue pour le département de police de Chicago qui vise à rapprocher et ouvrir le dialogue entre les forces de police et les citoyens de Chicago. La CAPS a été créée par la ville de Chicago en 1992 en tant que programme pilote dans cinq des 22 districts de police de Chicago (Englewood, Chicago Lawn, Austin, Morgan Park et Rogers Park) pour lutter contre la désunion entre la police et les différentes communautés de Chicago depuis le début des années 1960.
Les cinq districts d'origine, caractérisés par des taux de criminalité élevés,, et des cas d'extrême pauvreté, ont fourni au Chicago Police Department un point de référence initial à partir duquel déterminer les forces et les faiblesses du programme. En 1995, le Chicago Police Department déploie la CAPS dans tous les quartiers de Chicago dans le but de combiner des stratégies policières traditionnelles avec des stratégies alternatives visant à encourager les membres de la communauté et la police à travailler ensemble afin de prévenir et de contrôler le crime. La devise du programme, « Ensemble, nous pouvons », souligne la nécessité d'accroître les lignes de communication entre la communauté et la police, afin qu'ils puissent trouver des solutions aux problèmes chroniques du quartier.
La ville de Chicago est divisée en 22 districts de police et en 279 zones de police. Les zones (beats) sont de petites zones géographiques auxquelles les agents de police sont affectés. La stratégie de la CAPS est d'affecter les mêmes agents de police à une zone spécifique pendant au moins une année afin d'encourager les échanges et la résolution de problèmes divers à l'échelon de la zone, et de permettre aux agents de développer des relations avec les habitants au sein des quartiers dans lesquels ils patrouillent. Le département de l'Office of Emergency Management and Communication (OEMC), service municipal de la ville chargé de répondre aux appels d'urgence 911 (services de police, pompiers et ambulances) et d'envoyer les équipes d'intervention sur les lieux, utilise un système d'appels prioritaires, affectant souvent l'unité de police la plus proche pour répondre aux appels et interviennent ainsi rapidement.

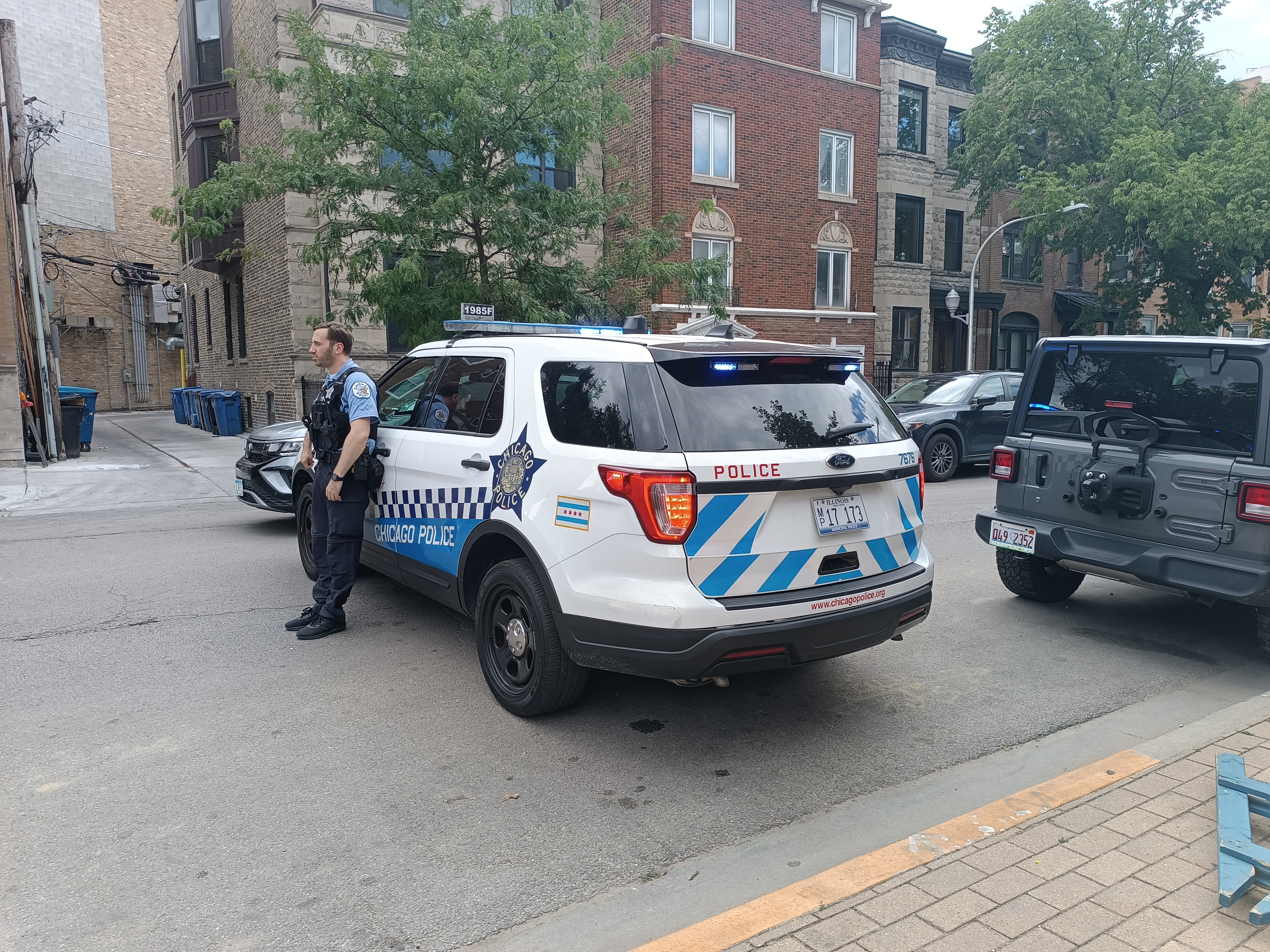
Agent du CPD sécurisant un accès routier.

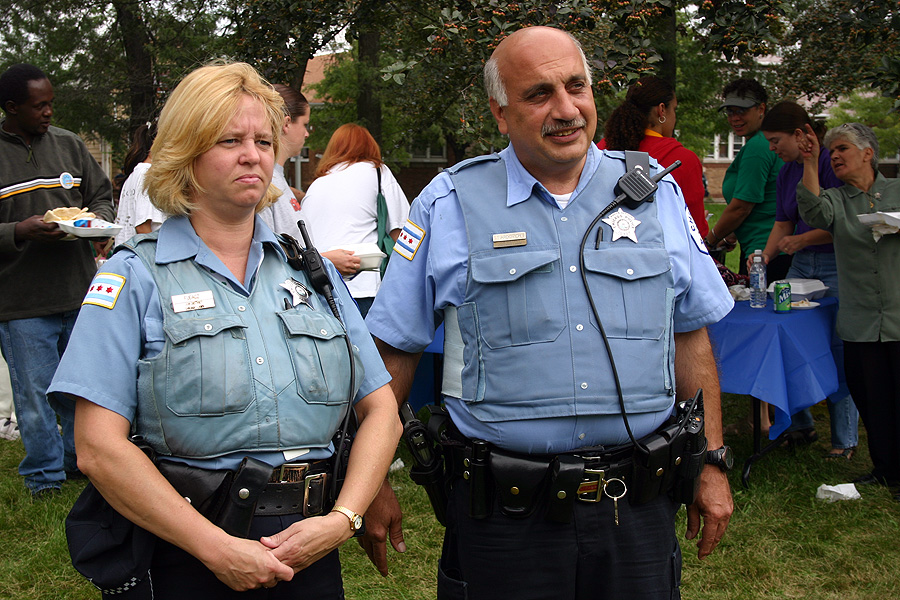
Agents du CPD.

Le Chicago Police Department a créé des équipes d'agents d'intervention rapide dans chacun des 22 districts de police de la ville. En plus de répondre aux appels d'urgence, les agents d'intervention rapide ont été mis en place non seulement pour fournir un soutien aux agents affectés aux zones de police, mais aussi pour aider chacun de ces agents à maintenir une présence solide dans leurs zones respectives.
Chaque mois, des réunions communautaires ont lieu dans les 279 zones de Chicago. Les résidents rencontrent leurs agents de patrouille et d'autres membres du personnel de la police pour discuter des problèmes du quartier et développer des stratégies pour les résoudre. Au-delà de la communauté, la CAPS s'appuie fortement sur les autres agences et services municipaux de Chicago pour prévenir le crime.

### Chicago Police Board
Créé à la suite d'une ordonnance du conseil municipal de Chicago, le Chicago Police Board (CPB) est un conseil civil qui décide des affaires disciplinaires impliquant des agents de police de Chicago. Les neuf membres du conseil sont des citoyens nommés par le maire de Chicago avec l'avis et l'accord du conseil municipal.
Le CPB est chargé de présélectionner des candidats au poste de surintendant du département de police, d'adopter des règles et règlements pour le département et de décider des affaires disciplinaires lorsque le surintendant dépose un dossier de congédiement ou de suspension (pour plus de 30 jours) d'un membre du département de police (agents, employés, etc). Le Chicago Police Board est également chargé de résoudre les affaires disciplinaires lorsqu'il y a un différend entre l'administrateur en chef du Bureau civil du département de police et le surintendant. Il est aussi chargé d'organiser des réunions publiques mensuelles pour donner l'occasion aux citoyens d'échanger, de poser des questions et faire des commentaires aux membres du CPB, au surintendant et à l'administrateur en chef du Bureau civil du CPD.

## Criminalité

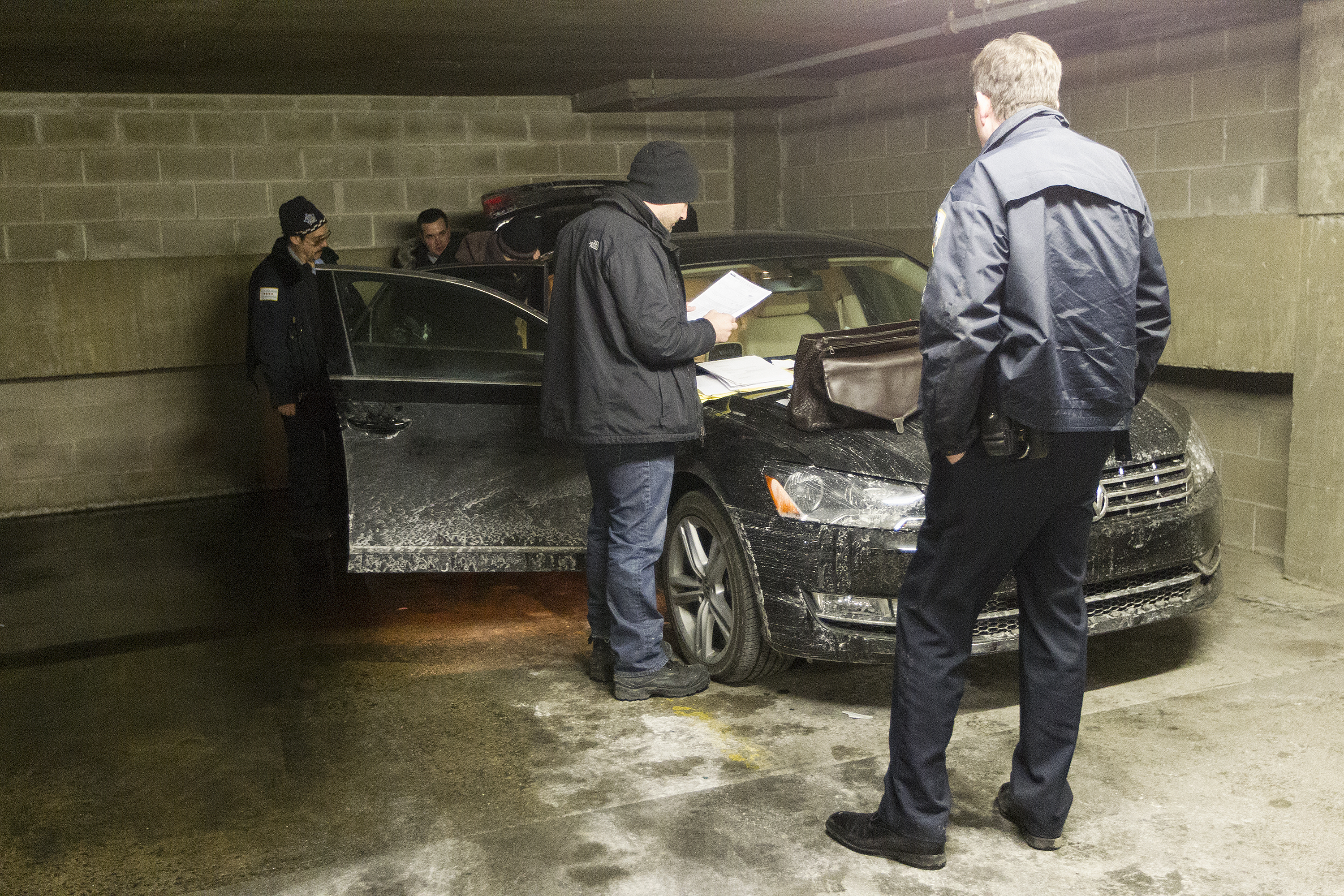
Des policiers du CPD enquêtant sur une affaire de mise en danger d'animaux tentent de trouver le propriétaire d'un véhicule dans lequel sept chiens ont été retrouvés sans surveillance par une journée particulièrement froide.

À la suite de la prohibition et de ses conséquences sur la criminalité qui menèrent aux différentes guerres entre mafias opposant les Northsiders (Irlando-Américains) et l'Outfit (Italo-Américains) et qui secouèrent Chicago dans les années 1920 et 1930, la ville est historiquement entachée d'une mauvaise réputation, ce qui lui valut le surnom de « capitale du crime ». L'histoire de la criminalité à Chicago est marquée par les vagues successives d'immigrants qui s’y installent. D'abord allemande et irlandaise au début du XXe siècle, puis polonaise et italienne dans les années 1920, elle est devenue hispano-américaine et afro-américaine trente ans plus tard. De plus, son urbanisation rapide associée à une hétérogénéité sociale et économique en ont fait un terrain d’étude privilégié des liens entre ville et criminalité. L'École de sociologie de Chicago est riche de développements et d'enseignements à ce sujet. Elle a largement inspiré les études menées en sociologie et en économie dès le début du xxe siècle.
Depuis les années 1990, les politiques publiques locales ont pour objectif de lutter contre cette criminalité. Ces politiques semblent avoir porté leurs fruits puisqu'en 2006, Chicago sort du classement des vingt-cinq villes américaines les moins sûres. Néanmoins, le nombre de meurtres par habitant reste élevé, et depuis 2012 (avec des pics enregistrés en 2016 et 2021), il a même dépassé le nombre commis à New York et Los Angeles selon les statistiques officielles.
À Chicago, la politique de lutte menée par les agents du CPD contre toutes les formes de crimes relève des deux orientations : les mesures répressives sont très fortes d'un côté, et d'un autre, des initiatives se sont développées comme les CAPS (Chicago’s Alternative Policing Strategy) depuis 1993, basées sur une coopération entre les communautés locales, la police et d'autres instances locales. L'étude empirique menée par Cairn.info n'analyse pas les effets de la sanction sur le crime, elle se concentre sur les effets de la désorganisation sociale. Elle est dans la lignée des études empiriques menées car il est difficile d'évaluer les effets respectifs de l'un et l'autre volet de ces politiques. Pour autant, ceci constituerait un apport dans la compréhension du crime à Chicago et pourrait faire l'objet de futurs développements.

### Crimes violents

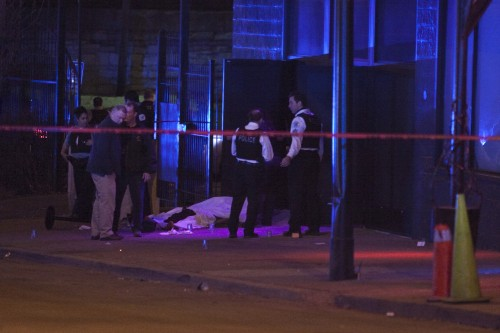
Des policiers du CPD investiguant sur le lieu d'un homicide.

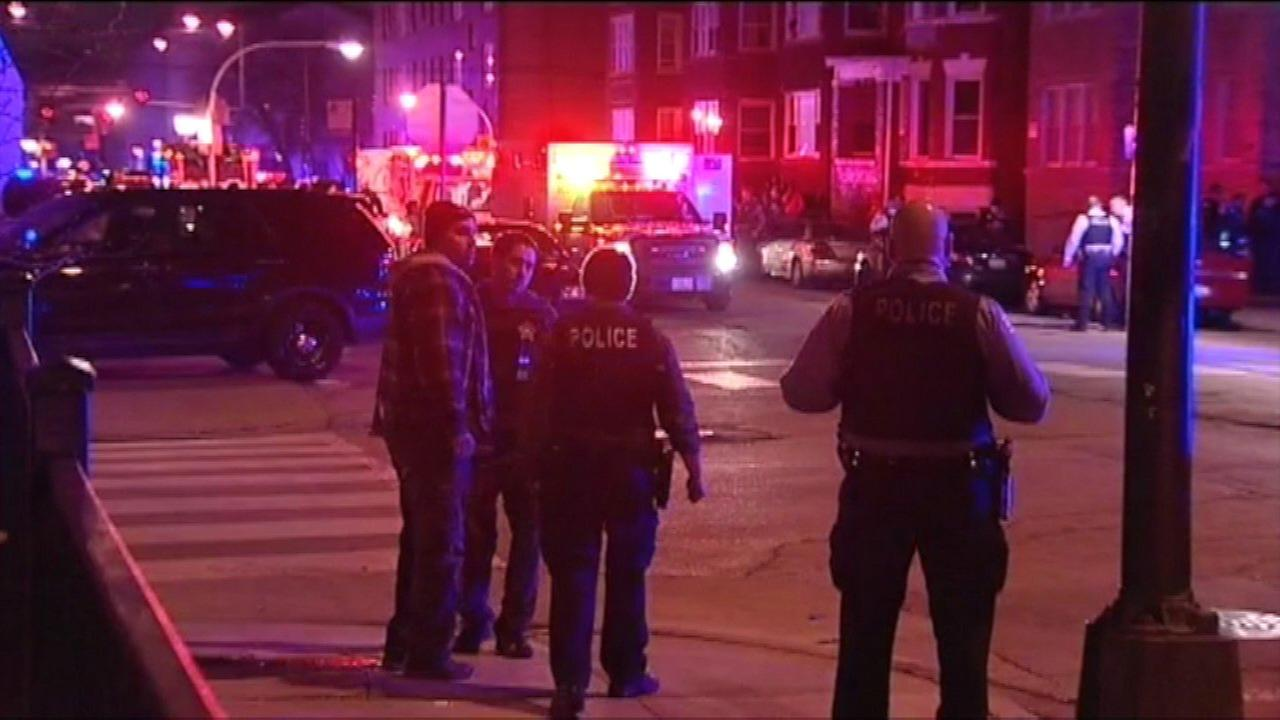
Scène après une fusillade entre le CPD et un suspect armé, dans le quartier de Homan Square, en 2016.

Le département de police de Chicago a connu une augmentation importante des crimes violents à partir de la fin des années 1960. Les meurtres, les viols, les vols à main armée, les violences liées aux gangs, les coups et blessures aggravés sont des crimes violents courants dans certains secteurs de la ville, et les occurrences de tels incidents sont documentées par le service de police de Chicago et répertoriées dans les rapports annuels sur la criminalité. En 2004, après avoir adopté les mêmes techniques de lutte contre la criminalité, comme recommandées par le Los Angeles Police Department (LAPD) et le New York City Police Department (NYPD), Chicago a enregistré 448 homicides, son taux le plus bas depuis 1965. Ce taux, correspondant à environ 15,65 pour 100 000 habitants, reste supérieur à la moyenne américaine, moyenne qui englobe de nombreuses villes de tailles moyennes et des banlieues.
En 2010, le taux d'homicides à Chicago avait dépassé celui de Los Angeles (16,02 pour 100 000 habitants) et était plus du double de celui de New York (7,0 pour 100 000 habitants) la même année. À la fin de 2015, le taux d'homicides à Chicago atteignait 18,6 pour 100 000 habitants. En 2016, Chicago avait enregistré plus d'homicides et de victimes par balle que New York et Los Angeles réunies. On estime que les dépenses médicales associées à la violence armée coûtent à la ville de Chicago 2,5 milliards de dollars par an,.
Les taux de meurtre à Chicago varient considérablement selon le secteur de la ville en question. De nombreux secteurs à prédominance afro-américaine dans le South Side sont appauvris, manquent de ressources éducatives et sont connus pour leurs niveaux élevés d'activité des gangs de rue. Les secteurs de Woodlawn, South Shore, Englewood, Roseland, Riverdale et West Pullman (dans le South Side) ainsi que North Lawndale, Austin, West Garfield Park et East Garfield Park (dans le West Side) ont des taux d'homicides dix fois plus élevés que dans les autres secteurs de la ville.
En 2021, Chicago est devenue la ville américaine avec le plus grand nombre de carjackings. Chicago a commencé à connaître une augmentation significative de cette pratique de vol de voiture après 2019, et au moins 1 415 de ces crimes ont eu lieu dans la ville en 2020. Selon le département de police, les pirates routiers utilisent des masques faciaux largement portés en raison de la pandémie de Covid-19 en cours pour se fondrent efficacement dans le public et dissimuler leur identité. Le 27 janvier 2021, la maire de Chicago Lori Lightfoot a décrit l'aggravation de la vague de piraterie routière comme étant « une priorité » et a ajouté 40 policiers à l'unité des vols de voiture avec violence du CPD.
En 2021, selon le département de police de Chicago, les carjackings sont en hausse de 17 % par rapport à 2020. Cette même année, 9 351 armes à feu illégales ont été saisies.

### Homicides

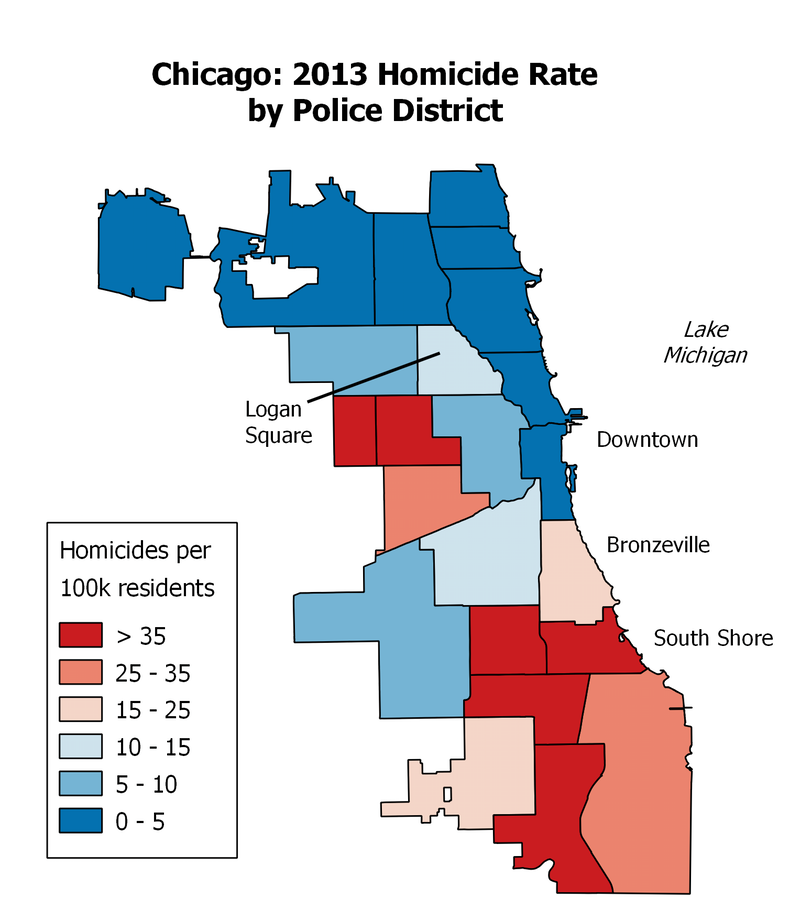
Carte du taux d'homicide sur le territoire de la ville de Chicago (par district de police).

Cartes des taux et des nombres d'homicides dans la ville de Chicago (par secteurs communautaires).

Selon le département de police de Chicago, les homicides commis dans la ville ont culminé en 1974, avec 970 meurtres alors que Chicago comptait plus de trois millions d'habitants, ce qui a entraîné un taux d'homicides d'environ 29 pour 100 000 habitants, et à nouveau en 1992, avec 943 meurtres alors que la ville comptait moins de trois millions d'habitants, entraînant un taux d'homicides de 34 pour 100 000 habitants. Cependant, le CPD enregistre une baisse de la criminalité globale dans les années 2000. Après 1992, le nombre de meurtres a régulièrement diminué pour atteindre 415 meurtres au milieu des années 2000, une réduction de plus de 50 %. Depuis 1853, le service de police de Chicago a perdu 552 officiers dans l'exercice de leurs fonctions.
En 2016, Chicago était responsable de près de la moitié de l'augmentation des homicides aux États-Unis, bien que les taux de criminalité du pays soient resté proche du taux historique le plus bas en 2016,,. Les raisons des chiffres plus élevés à Chicago restent floues. Un article de The Atlantic a détaillé un rapport selon lequel les chercheurs et les analystes n'étaient pas parvenus à un véritable consensus sur la cause de la montée de cette violence. En 2018, il y a eu 561 meurtres dans la ville.
En 2021, avec 89 homicides enregistrés, la ville de Chicago a connu son mois de septembre le plus meurtrier en près de 30 ans, selon de nouvelles données du département de police. Le nombre de fusillades et d'homicides en 2021 a dépassé les chiffres de 2020, selon de nouvelles données sur la criminalité publiées par le département. Le CPD a enregistré 2 726 fusillades et 616 homicides au cours des neuf premiers mois de l'année. Ce taux d'homicide est déjà supérieur à celui enregistré à Chicago pour les années 2018 et 2019 et marque une augmentation de 4 % pour les neuf premiers mois de 2020. 800 meurtres ont été répertoriés dans la ville de Chicago pour l'année 2021, soit une augmentation de 3 % par rapport à 2020, un nouveau record depuis 1996.
Le taux élevé d'homicide dans certains secteurs de South Side et de West Side a un impact négatif sur les résultats scolaires des enfants dans les écoles et constitue un fardeau financier pour le Chicago Public Schools (CPS), le gestionnaire des écoles publiques de la ville de Chicago, qui a besoin de solliciter des conseillers et des travailleurs sociaux pour aider les enfants à faire face à la violence. En 2014, les écoles publiques de Chicago ont adopté le programme « Safe Passage Route » (en français « itinéraire de passage sécurisé ») pour placer des volontaires non armés, des policiers et des pompiers le long des itinéraires de marche désignés pour assurer la sécurité des enfants en route vers l'école. Entre 2010 et 2014, 114 écoliers ont été assassinés à Chicago.

### Crime organisé
L'ascension puis la chute de l'empire d'Al Capone dans les années 1920 et 1930 ainsi que son arrestation pour fraude fiscale n'a pas définitivement mis un terme au crime organisé dans la ville de Chicago. En effet, son gang fut largement relayé depuis, car la mafia de Chicago, connue sous le nom de l’Outfit de Chicago, ou simplement « The Outfit » (« L'Organisation » en français) n'a jamais cessé ses activités et existe encore de nos jours. Le noyau de l'organisation ne comprendrait que 200 à 300 membres affranchis et environ 1 250 associés, c'est-à-dire moins que les organisations criminelles des autres villes. Les domaines dans lesquels ils opèrent incluent le prêt à taux usuraire, la prostitution, les assassinats, le racket, les cambriolages, les attaques à main armée, la criminalité financière, le blanchiment d'argent, le trafic de stupéfiants, les trafics en tous genres, l'évasion fiscale ou encore les trafics de vols de voitures.

### Gangs de rue

Un graffiti « GD » réalisé par les Gangster Disciples (vers 2000), un gang de rue notoire de Chicago.

Chicago est considérée comme l'une des villes les plus infestées par les gangs de rue aux États-Unis, avec un nombre estimé à plus de 100 000 membres actifs dans près de 70 gangs de rue,. La guerre des gangs et les représailles sont courantes à Chicago. En 2011, les gangs étaient responsables de 61 % des homicides à Chicago.
En 1967, le département de police de Chicago est devenu le premier service de police aux États-Unis à développer une unité spécialisée dans les gangs. Ces unités ont évolué en nombre et en mission depuis leur création, mais sont restées une partie importante des stratégies anti-violence des gangs de Chicago depuis leur création.
En 2012, le maire de Chicago Rahm Emanuel a dissous l'unité antigang du département pour se concentrer sur les patrouilles de proximité de la CAPS (Chicago Alternative Policing Strategy ; « Stratégie du maintien de l'ordre alternatif de Chicago »), qui, selon lui, sont la solution pour combattre la violence à plus long terme que les unités antigang,. En 2014, la police de Chicago a confisqué plus de 7 000 armes à feu sur son territoire, soit environ 583 par mois.
En 2015, lors d'une interview accordée au journal télévisé quotidien PBS NewsHour, Garry McCarthy, l'ancien surintendant du département de police de Chicago, aborde la culture des gangs à Chicago pour ses taux élevés d'homicides et d'autres crimes violents et déclare : « C'est très frustrant de savoir que 7 % de la population est à l'origine de 80 % des crimes violents… Les gangs ici sont des gangs traditionnels qui sont générationnels. Le grand-père était membre d'un gang, le père est membre d'un gang, et l'enfant va devenir membre d'un gang… ».
En 2020, il y a pas moins de 70 gangs de rue (actifs et inactifs) à Chicago avec 753 factions qui ont été identifiés et répertoriés par le CPD,. Quelques gangs notoires originaires de Chicago : les Gangster Disciples, les Black P. Stones, les Black Disciples, les Latin Kings, les Jousters, les Chicago Gaylords et la Folk Nation pour ne citer qu'eux.

### Système de vidéosurveillance

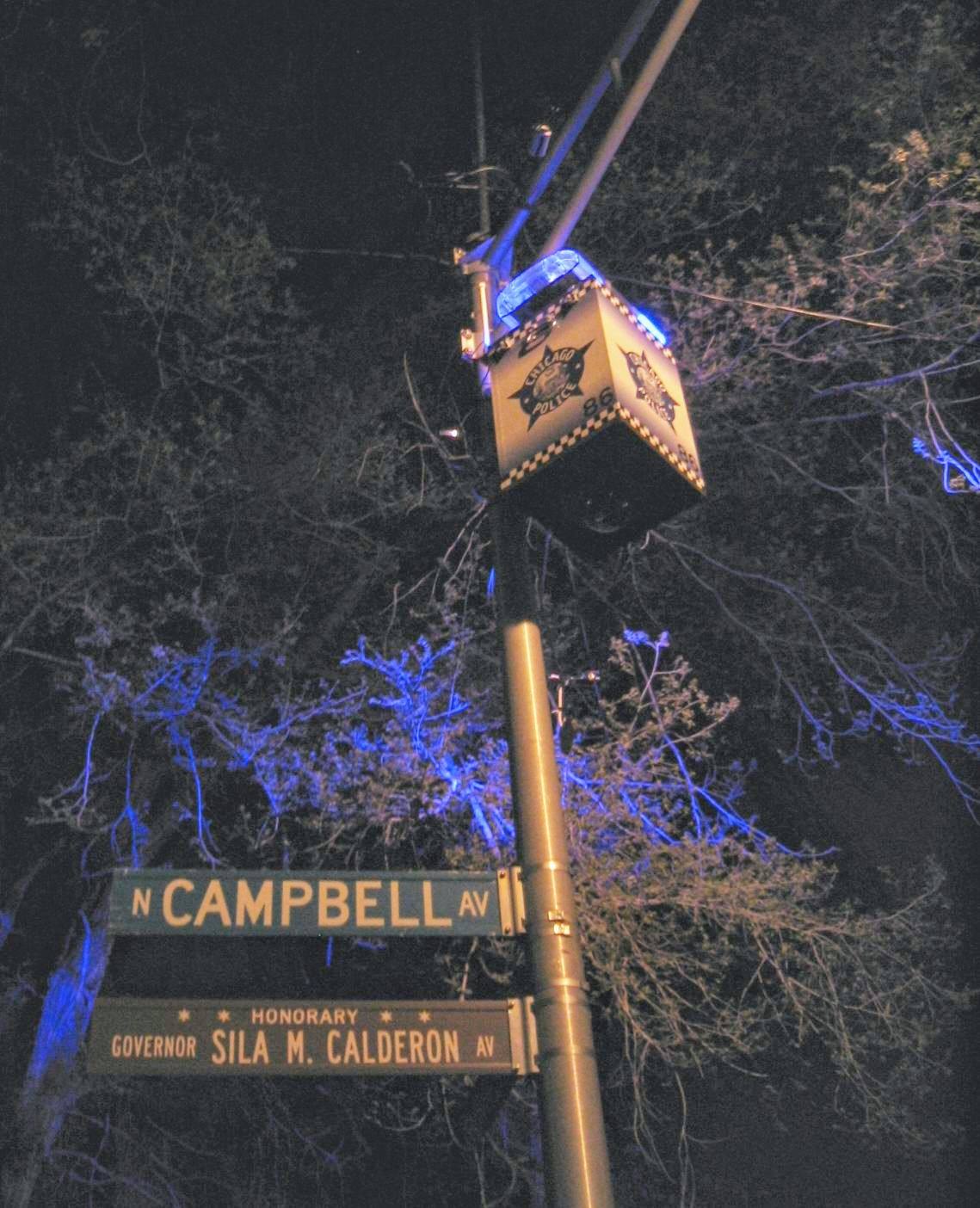
Une caméra de vidéosurveillance du CPD dotée d'un avertisseur lumineux semblable à un gyrophare de police.

L'Office of Emergency Management and Communication (OEMC) gère un vaste système de vidéosurveillance comprenant près de 30 000 caméras à travers la ville de Chicago et dont la mission principale est la sécurité publique. Les données des caméras sont transmises sans fil au Chicago Crime Prevention and Information Center (CPIC) qui peut contrôler individuellement n'importe quelle caméra,. En effet les agents peuvent manipuler l'équipement directement depuis le centre de surveillance urbain ou en dehors à l'aide d'un terminal portable équipé d'un moniteur et d'un joystick avec lequel les agents peuvent effectuer un panoramique à 360 degrés et zoomer sur des types spécifiques d'activités illégales et de comportements suspects. Elles permettent de renforcer la sécurité publique, lutter contre la délinquance, prévenir des troubles sociaux, etc.
Au début des années 2000, des caméras dotées d'un avertisseur à lumière bleue (appelées dispositifs d'observation de la police ; Police Observation Devices, POD) ont été installées dans certains quartiers de Chicago. Le système, à l'époque connu sous le nom de « Phase I », a été conçu pour être utilisé dans certaines des zones de la ville les plus durement touchées par la délinquance, afin de freiner et de décourager les activités criminelles. En plus des POD, familièrement appelées « caméras à lumière bleue », la ville a ajouté des caméras de vidéosurveillance générale dans les stations du métro de Chicago, au niveau des abribus de la Chicago Transit Authority (CTA), dans et aux abords des logements sociaux gérés par la Chicago Housing Authority (CHA), dans les bâtiments publics et les écoles de la ville.
La plupart des nouvelles caméras sont équipées d'un système ayant la capacité de détecter les bruits de coups de feu émis par une arme à feu et de transmettre les informations aux centres de gestion des urgences de la ville. Le programme pilote comprenait 30 caméras de ce type. Dans les semaines qui suivent, 80 nouvelles caméras viennent s'ajouter. Aujourd'hui, ce sont plusieurs milliers de caméras haute définition qui ont été installées sur les poteaux d'éclairage public de la ville. Elles sont équipées de lecteurs automatiques de plaques d'immatriculation, de logiciels de prévision policière et enregistrent des milliers de photographies dans les systèmes de fichiers et les bases de données de l'OEMC et du CPD. L'avertisseur spécial de couleur bleu, semblable à un gyrophare de police, est placé juste au-dessus de la caméra. Il est activé par un agent du centre de surveillance lorsqu'un crime en cours est constaté : vols, actes de vandalisme, agressions, règlements de compte, activités de gangs, opérations liées au trafic de stupéfiants… etc.
L'idée de doter les rues de Chicago de caméras de surveillance est un concept qui fut développé par des officiers de police en patrouille du département. Les informations sur les données criminelles fournies par les agents du département de police de Chicago ont permis d'identifier des points chauds dans et autour de plusieurs écoles publiques de la ville de Chicago. En juillet 2003, le département a dévoilé un programme pilote utilisant une technologie spécialement développée et personnalisée visant à réduire la criminalité dans les communautés de Chicago les plus sujettes à l'insécurité.

## Controverses
Depuis 2019, le CPD fait l'objet d'un décret d'agrément obligeant le département à promulguer des réformes en matière de discipline, d'encadrement, de formation et de recrutement de ses policiers. Cela fait suite à un rapport du département de la Justice des États-Unis de 2017 qui a révélé que le CPD avait des antécédents de violations des droits civils, de brutalités et d'abus policiers.

### Eddie Johnson

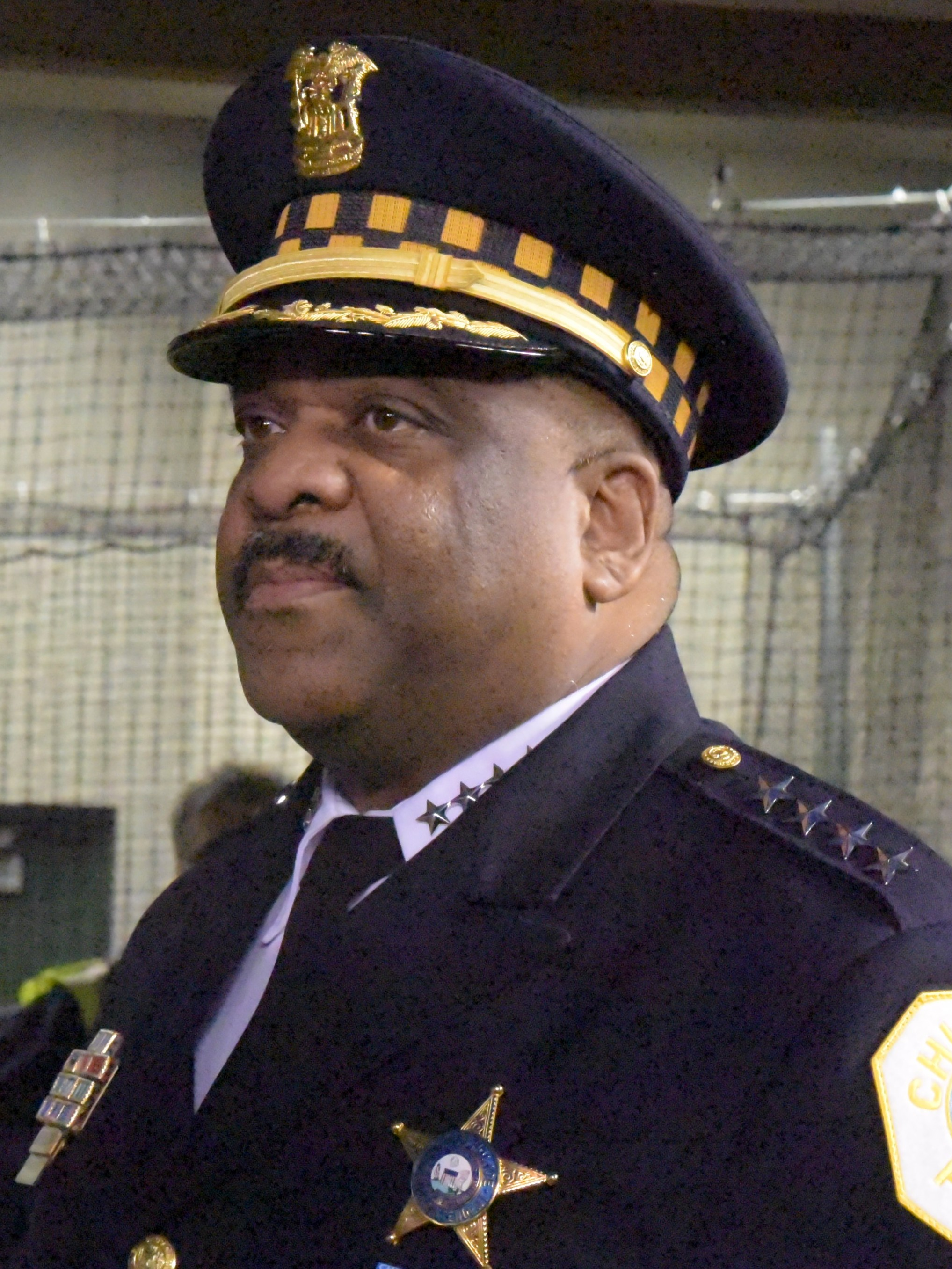
Eddie Johnson, superintendent de 2016 à 2019.

En octobre 2019, Eddie Johnson, le surintendant de la police de Chicago, a été retrouvé endormi peu après minuit dans son véhicule par une patrouille placée sous son commandement. Johnson a dans un premier temps lié son état de fatigue soudain à l'oubli d'une prise de médicaments. 
Cependant, Johnson a avoué quelques jours plus tard à la maire de Chicago Lori Lightfoot avoir bu « quelques verres » ce soir-là. Lors d'une conférence de presse, Lori Lightfoot déclare : « Il est devenu clair que M. Johnson s’est rendu responsable d'une série de manquements éthiques intolérables », Lightfoot poursuit : « Eddie Johnson m'a menti sciemment à plusieurs reprises ». Le chef de la police de Chicago avait de son côté annoncé début novembre son prochain départ à la retraite. Le renvoi d'Eddie Johnson doit « marquer un tournant », avait souhaité Lightfoot.
En 2020, une policière accuse Johnson d'agression sexuelle, affirmant qu'il s'est livré à « une conduite scandaleusement violente, abusive et harcelante » à son égard, dans une nouvelle plainte. Cynthia Donald, qui a déposé plainte devant le tribunal du comté de Cook, affirme que pendant plus de trois ans, elle a subi des « avances sexuelles non désirées et non invitées » de la part de Johnson dans son bureau au siège du CPD, où Donald était également affectée. L'action en justice porte sur des accusations de discrimination et de harcèlement sexuels à l'encontre de Johnson et désigne également la ville de Chicago comme défenderesse.

### Scandale Summerdale
Le scandale Summerdale a lieu durant les années 1960 lorsque huit agents du Chicago Police Department, affectés au district de police de Summerdale dans le North Side de Chicago, sont accusés d'avoir dirigé un réseau de cambriolage à grande échelle. L'affaire Summerdale domine la presse locale pendant plusieurs semaines et devient le plus grand scandale lié à la police de l'histoire de la ville à l'époque.

### Affaire J. Miedzianowski
En avril 2001, Joseph Miedzianowski a été reconnu coupable de racket et de trafic de drogue pendant une grande partie de sa carrière au sein du département. En janvier 2003, il a été condamné à perpétuité sans possibilité de libération conditionnelle. Son partenaire John Galligan et 24 trafiquants de drogue ont également été arrêtés dans le cadre de la même enquête. Il est connu comme le « flic le plus corrompu » de Chicago pour son rôle dans un réseau de vente de cocaïne avec des membres de gangs et d'autres policiers corrompus,.
Au cours de sa carrière policière de 22 ans, il a reçu 59 citations pour sa bravoure et ses nombreuses arrestations, et a été publiquement félicité pour son nombre élevé de saisies de drogue et d'armes illégales. Pendant ce temps, il révélait secrètement l'identité d'agents de police infiltrés aux membres de gangs, protégeant ainsi les organisations criminelles liées aux trafics de drogue, et fournissait également des munitions aux membres des gangs.
La condamnation de Miedzianowski a conduit à la dissolution de l'unité des crimes liés aux gangs (Gang Crimes Unit) du département,.

### Skullcap Crew
En 2003, cinq agents du CPD faisant partie d'une unité tactique antigang, surnommée « Skullcap Crew », ont fait l'objet de plaintes pour abus et violences de la part de plusieurs citoyens,. Bien qu'ils aient reçu des distinctions et des éloges au sein du département de police de Chicago, ils furent impliqués dans plus de 20 poursuites judiciaires fédérales. Ils étaient connus pour être particulièrement brutaux. Les officiers impliqués dans cette affaire sont Edwin Utreras, Robert Stegmiller, Christ Savickas, Andrew Schoeff et Joseph Seinitz.

## Dans la culture populaire

### Au cinéma

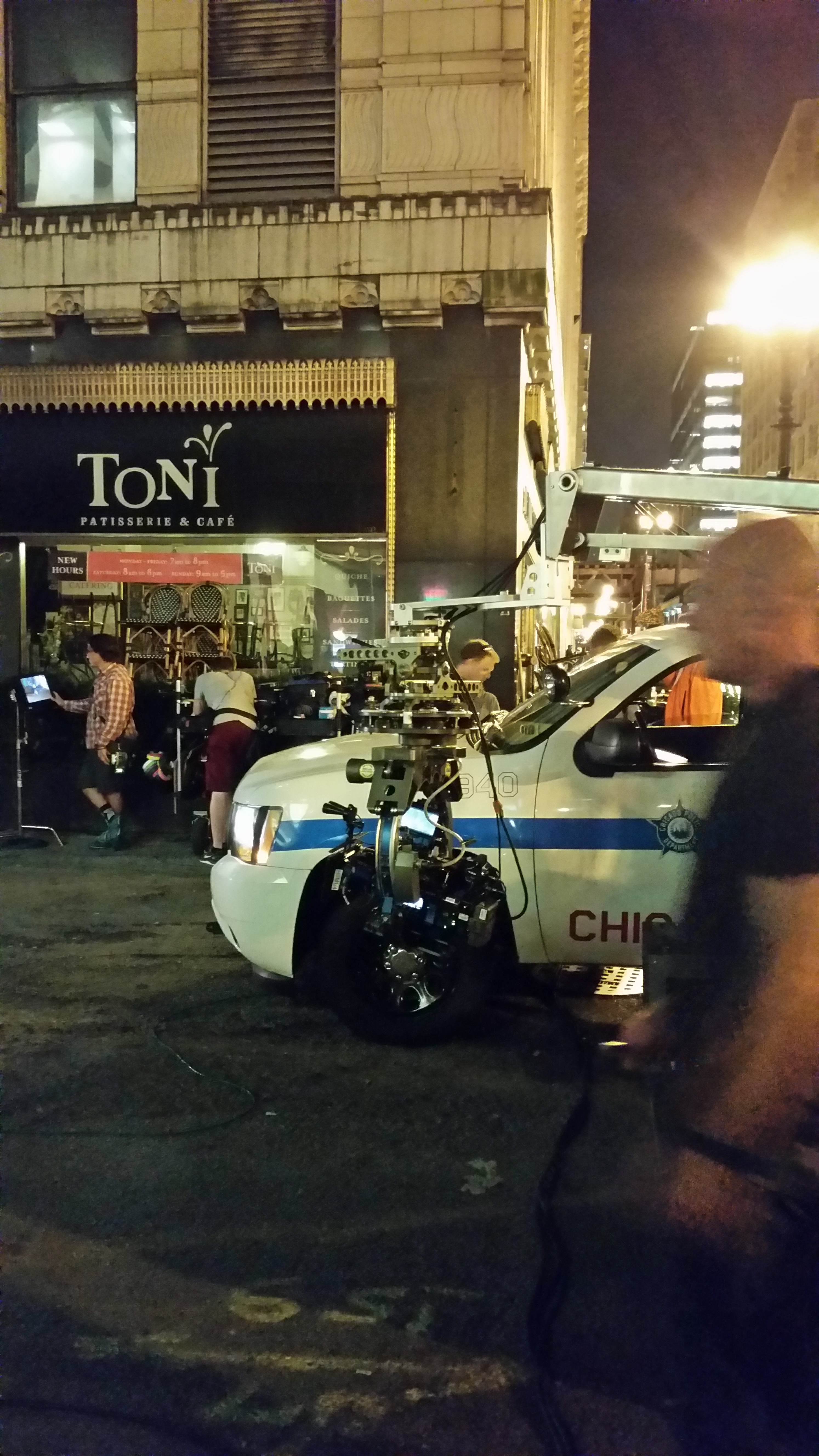
Tournage d'une scène de film impliquant un véhicule du CPD.

Du fait de la notoriété des truands comme Al Capone et John Dillinger, les policiers du Chicago Police Department apparaissent dans plusieurs films de gangsters dont  Scarface (1932), Les Incorruptibles (1987), Les Sentiers de la perdition (2002) ou encore Public Enemies (2009), film dans lequel le CPD et le FBI traquent le gangster John Dillinger (célèbre braqueur de banques durant la Grande Dépression).
Dans Appelez nord 777 (1948), le film raconte l'histoire de Frank Wiecek (interprété par Richard Conte) qui est accusé du meurtre d'un policier du CPD (le film s'inspire d'un fait réel qui eut lieu en 1932) ; dans Traqué dans Chicago (1953) de John H. Auer, Johnny Kelly (interprété par Gig Young) est membre du CPD ; dans La Mort aux trousses (1959) d'Alfred Hitchcock, Roger Thornhill (interprété par Cary Grant) est arrêté par des officiers du CPD. De leur côté des inspecteurs de la police de Chicago sont les héros des longs métrages : Brannigan (1975), Sale temps pour un flic (1985), Deux Flics à Chicago (1986), Sans pitié (1986), Nico (1988) et Mad Dog and Glory (1993) ; de même que les chasseurs de primes dans Midnight Run (1988) qui sont des anciens membres du CPD ; dans Double Détente (1988), le policier moscovite Ivan Danko (interprété par Arnold Schwarzenegger) fait équipe avec le détective du CPD Arthur Ridzik (interprété par James Belushi) pour arrêter un truand russe installé à Chicago ; dans Maman, j'ai raté l'avion ! (1990), Harry Lime (interprété par Joe Pesci) est un « faux » officier du CPD chargé de la sécurité de la maison des McCallister (qu'il s'apprêtera plus tard de cambrioler) ; dans Le Fugitif (1993), le docteur Richard Kimble (interprété par Harrison Ford), accusé du meurtre de sa femme, est interrogé puis inculpé pour homicide par des inspecteurs du CPD ; dans le Négociateur (1998), le lieutenant Danny Roman (interprété par Samuel L. Jackson) est un négociateur de prise d'otage du CPD ; dans Angel Eyes (2001), Jennifer Lopez et Terrence Howard (lui-même né à Chicago) campent des rôles d'officiers de patrouille du CPD ; enfin, dans I, Robot (2004), l'inspecteur Del Spooner (interprété par Will Smith) enquête sur la mort du fondateur d'USRobotics. 
Dans Les Blues Brothers (1980), Peur primale (1996), Les Visiteurs en Amérique (2001) ou encore L'Œil du mal (2008), des courses poursuites ont lieu entre les principaux acteurs et les unités de patrouille du Chicago Police Department.

### Dans les séries télévisées
Dans la série Capitaine Furillo (1981-1987), créée par Michael Kozoll, met en scène la vie d'un commissariat de quartier du Chicago Police Department ; la série Urgences (1994-2009), créée par Michael Crichton, dont l'intrigue se déroule au Cook County Hospital, met régulièrement en scène des officiers et des inspecteurs du CPD ; la série Against the Wall, créée par Annie Brunner, relate la vie de Abby Kowalski (interprétée par Rachael Carpani) travaillant au sein du CPD et souhaitant devenir détective ; la série The Chicago Code (2011) créée par Shawn Ryan, relate le quotidien des membres du CPD au sein de leurs missions et de leurs luttes contre la corruption politique de la ville ; la série The Good Wife (2009-2016), série créée par Robert et Michelle King, met en scène la procureur de Chicago Alicia Florrick (interprétée par Julianna Margulies) travaillant avec des inspecteurs et des officiers du CPD ; la série de NBC Chicago Police Department (Chicago P.D.) créée par Dick Wolf et Matt Olmstead traite du quotidien d'une unité criminelle du CPD ; on peut citer également la série Chicago Justice (2017) qui met en scène un procureur de Chicago travaillant avec des inspecteurs du CPD.

### Dans la littérature
Dans le roman policier Bas les pattes ! (1954), de Frédéric Dard, le commissaire français San-Antonio est amené à collaborer avec le Chicago Police Department pour l'aider à coincer un criminel surnommé « le français » ; dans le roman La bombe (1908), de Frank Harris, il relate l'histoire de l'attentat de Haymarket Square où huit officiers du CPD perdirent la vie ; dans le roman policier Good-bye, Chicago (1928), de William R. Burnett, il relate l'histoire de l'inspecteur Joe Ricordi dont la femme est retrouvée morte dans la rivière Chicago ; dans Une flic dans le pétrin (2006), de Theresa Schwegel, le roman relate l'histoire de Samantha Mack, une policière ordinaire de Chicago, amenée à patrouiller avec Fred Maloney, son ex-amant… ; le roman policier Les ombres de Chicago (2009), de Linnet Burden, relate l'histoire de Cassy Cruz, une jeune journaliste portoricaine envoyée sur les lieux d'un meurtre pour couvrir l'affaire, elle y retrouve Hatten, un inspecteur du CPD chargé de l'enquête ; enfin, la détective privée V.I. Warshawski, héroïne des romans policiers de Sara Paretsky (jouée par Kathleen Turner dans le film Un privé en escarpins de Jeff Kanew sorti en 1991) est la fille d'un policier du CPD.

### Dans les jeux vidéo
Dans le jeu vidéo Hitman: Absolution (2012), l'Agent 47, principal protagoniste du jeu est pourchassé par des officiers du Chicago Police Department ; dans Watch Dogs (2014), l'action se déroule dans la ville de Chicago et ses environs, et le CPD apparaît fréquemment dans le jeu.

### DansTintin en Amérique
Dans Tintin en Amérique (1932), troisième album de la série des Aventures de Tintin, le reporter Tintin et son chien Milou arrivent à Chicago et se retrouvent confrontés aux gangsters de la ville.
La tentative d'enlèvement :

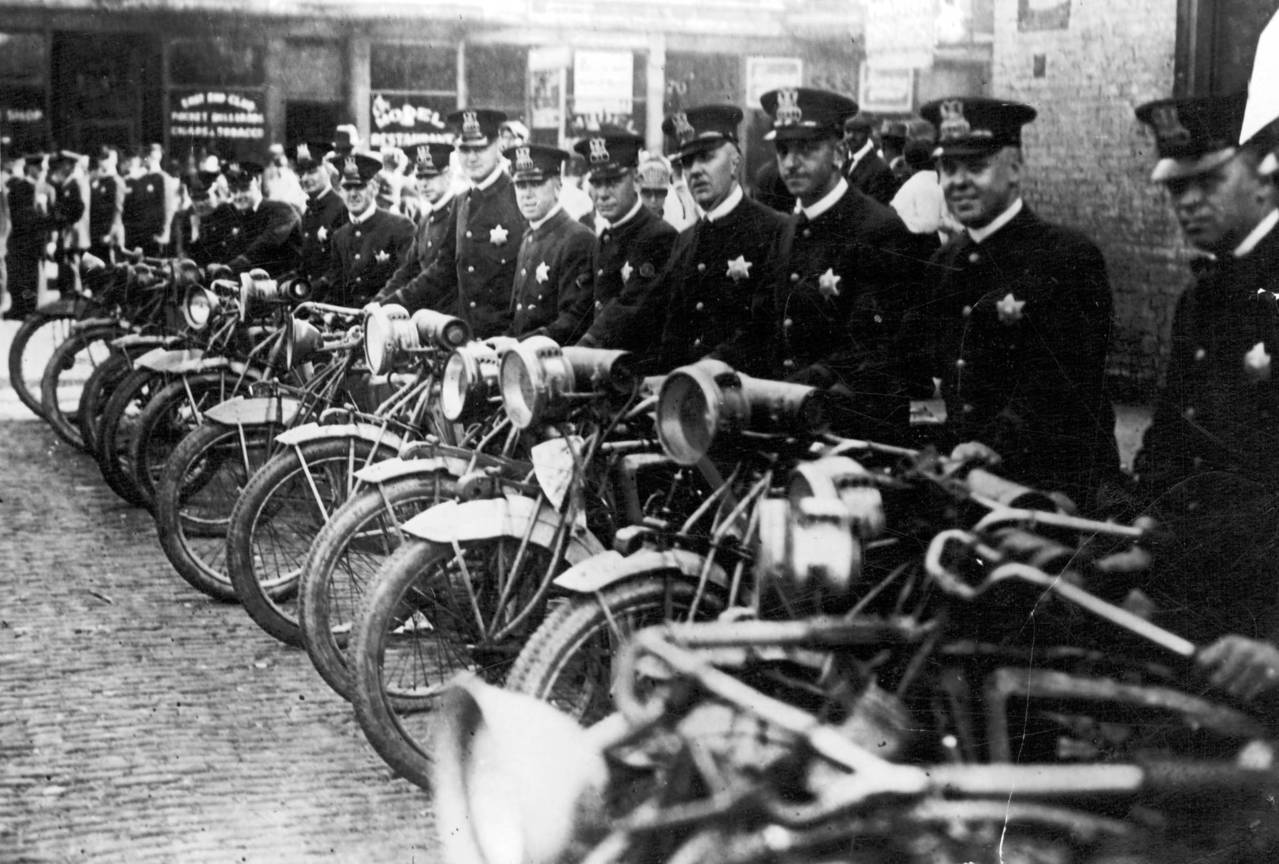
Motards de la police de Chicago dans les années 1920.

- À la suite d'une tentative d'enlèvement par un chauffeur de taxi (soudoyé par des hommes d'Al Capone), Tintin et Milou sont aidés par deux motards en side-car de la police de Chicago et se lancent ensemble à la poursuite du taxi[122].

Le guet-apens :
- Dans un autre passage, des bandits bloquent la route à un camion qui, selon leurs informations, transporte pour le compte d'autres malfaiteurs des tonneaux de whisky cachés dans des fûts à essence. Mais à peine ont-ils neutralisé le chauffeur du véhicule et son passager, sous le déguisement duquel se dissimule Tintin, que des policiers surgissent des fûts et pointent leurs revolvers sur eux pour les arrêter.

Ces passages sont également présents dans la série télévisée d'animation Les Aventures de Tintin (Tintin en Amérique épisode 1, diffusé sur France 3 en 1992).

### Dans la bande dessinéeRubine
La série de bande dessinée Rubine met en scène les exploits d'une enquêtrice du CPD rendant ainsi hommage à la série télévisée américaine Lady Blue (1985-1986), surnom d'une femme-flic de Chicago, également rousse, qui a l'intention d'aller plus loin quand elle confronte des criminels.